# Biserica de lemn din Bărbătești-Iernatic

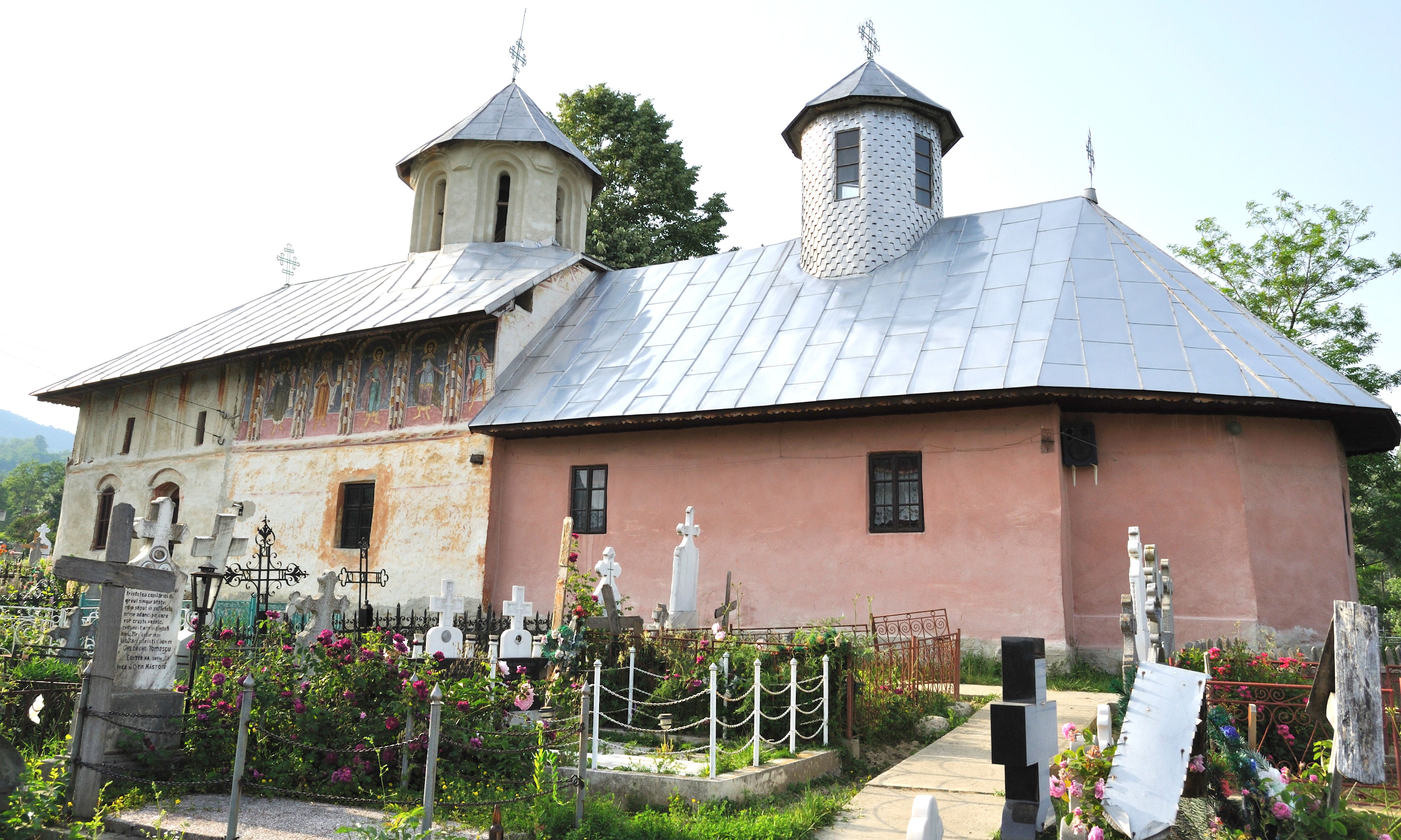
Biserica de lemn „Buna Vestire” din cătunul Iernatic, sat Bărbătești, județul Vâlcea, foto: iunie 2010.

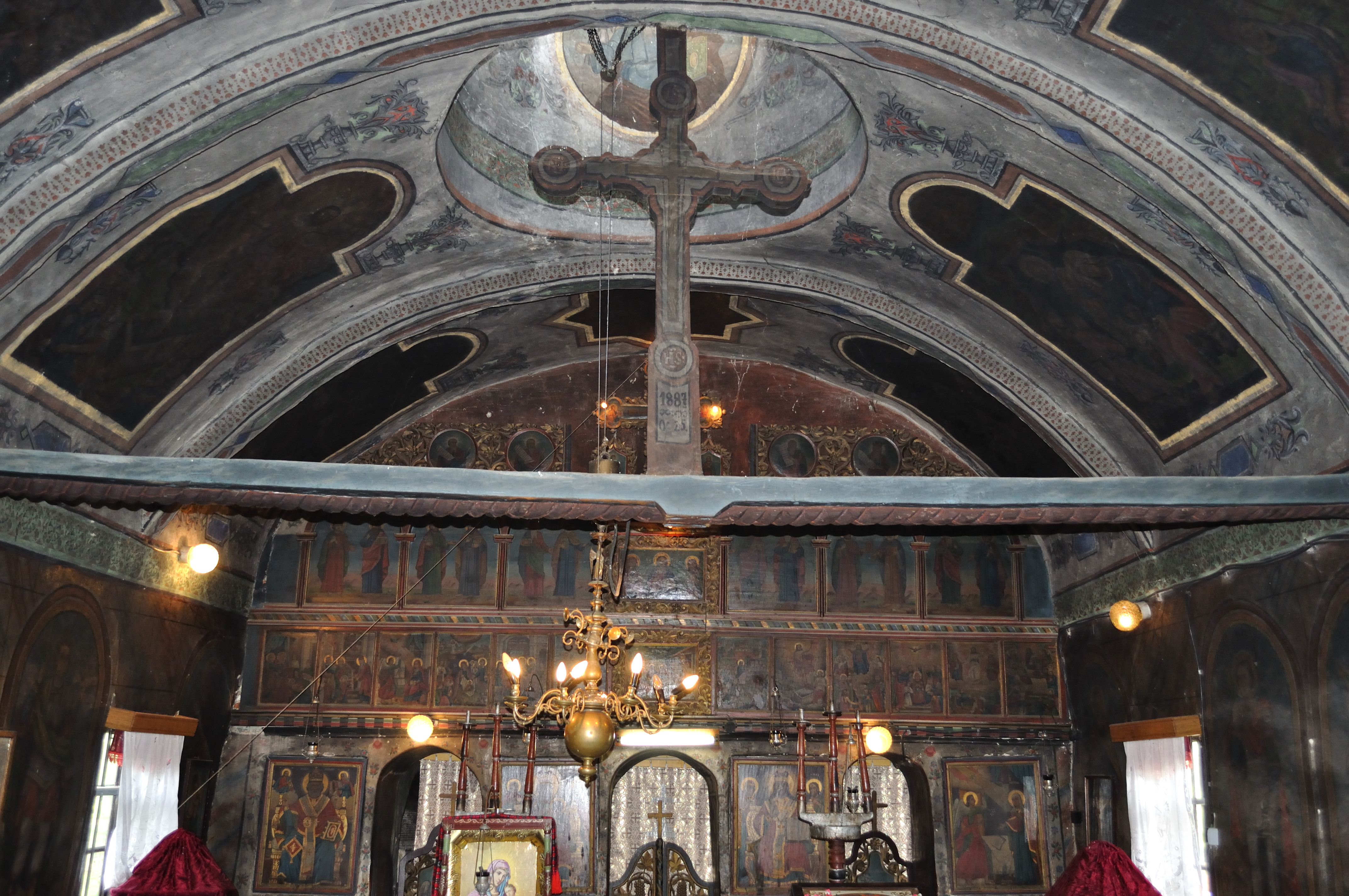
Interiorul navei spre iconostas

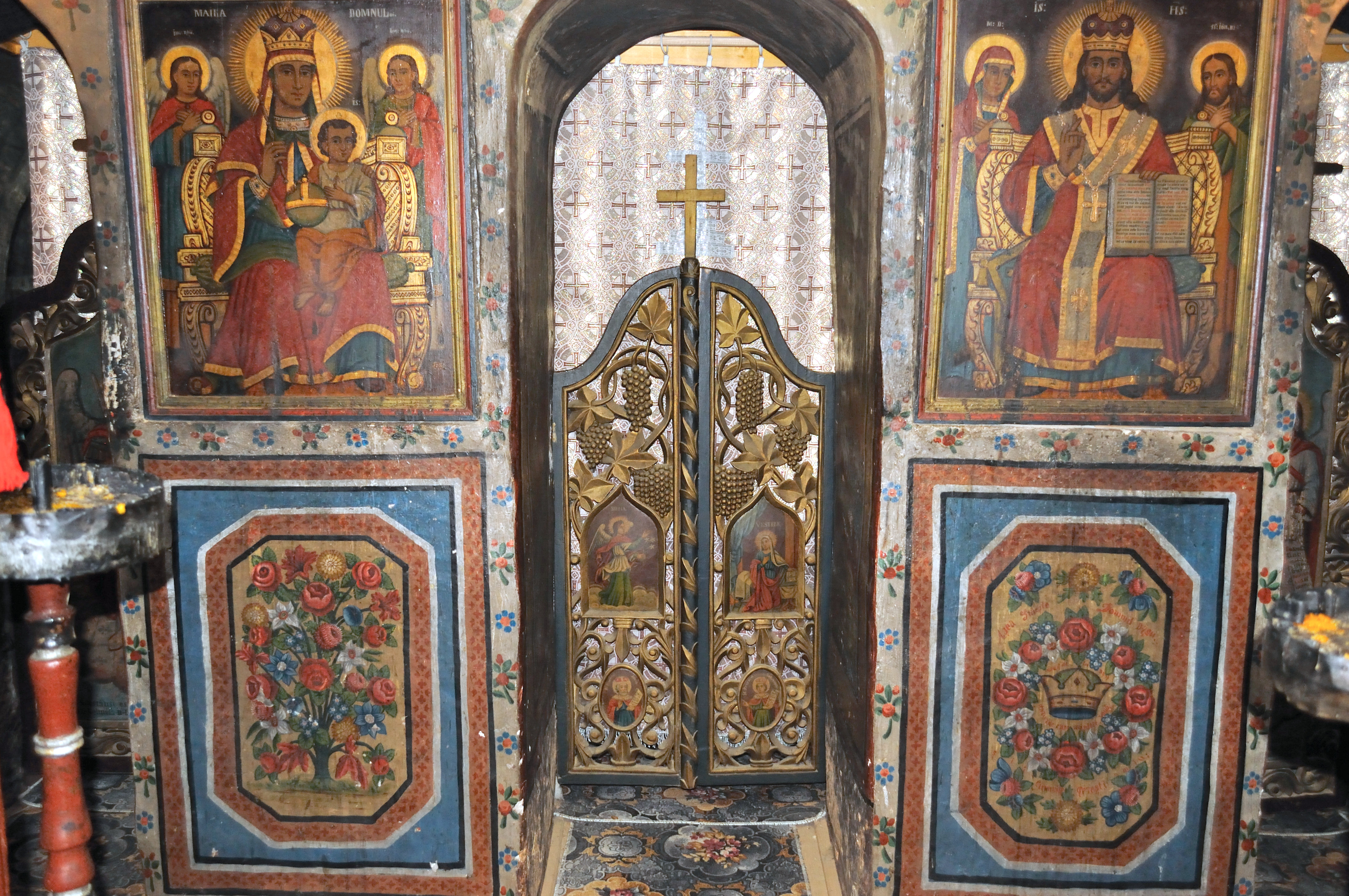
Uși și icoane împărătești

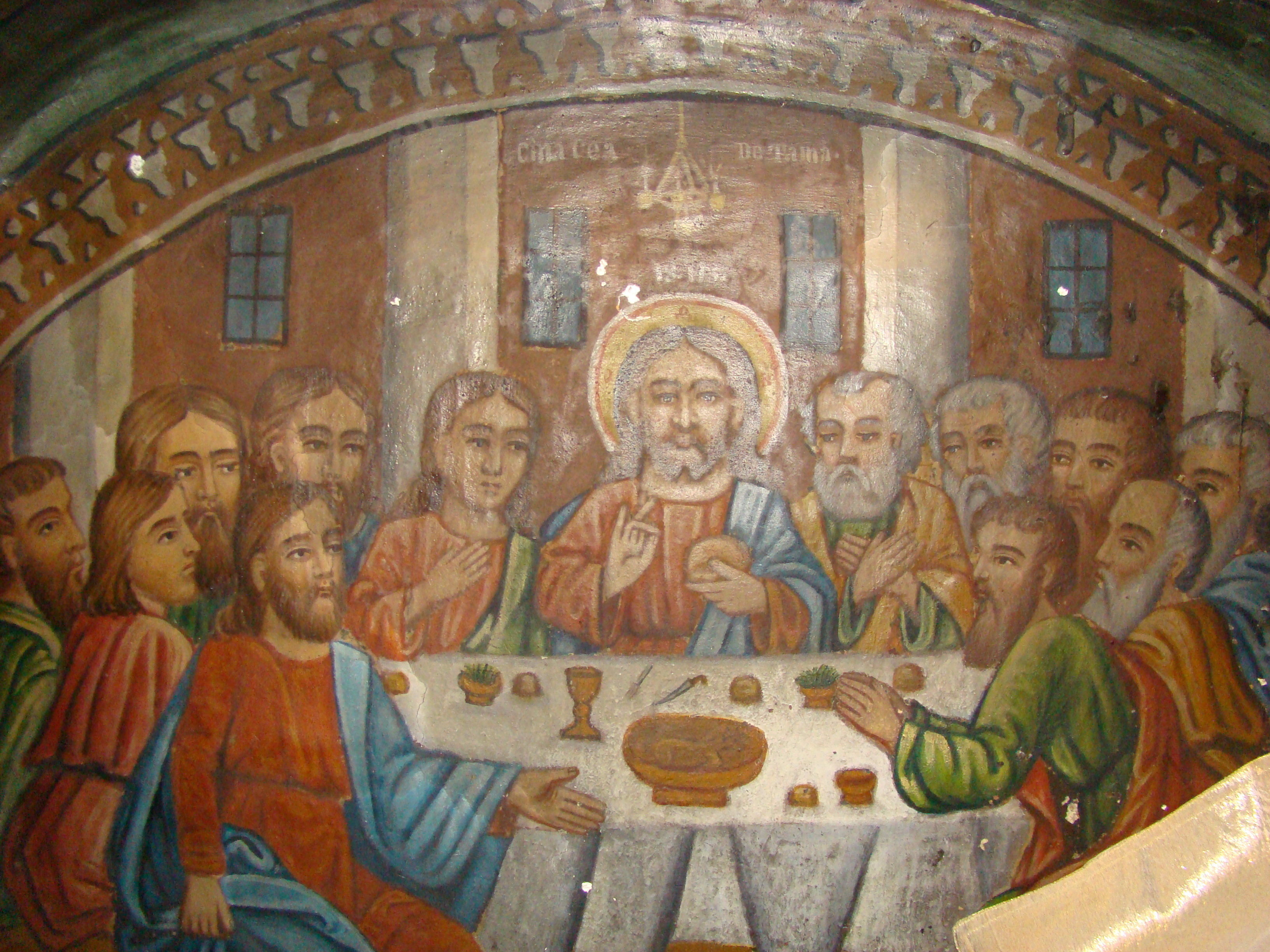
Cina cea de taină

Biserica de lemn din cătunul Iernatic, sat Bărbătești, comuna Bărbătești, județul Vâlcea, a fost construită în 1785. Are hramul „Buna Vestire”. Biserica se află pe noua listă a monumentelor istorice sub codul LMI:  VL-II-m-B-09650.

## Istoric și trăsături
Biserica este una dintre cele mai mari de la sud de Carpați. Dimensiunile considerabile se datorează celor trei etape de construcție. Construcția inițială a fost realizată în 1784-1785, în 1823 naosul și altarul au fost refăcute, iar între 1887 și 1890 a fost adăugat amvonul pe latura de vest. În lipsa altor documente relevante redăm conținutul celor trei pisanii:
Prima pisanie „Această sfântă biserică cu hramul „Buna Vestire” a Maicii Domnului este făcută din temelie de ctitori acestea și anume Iosif Ieroschimonah, preot Nicolae Grivei din care este moștenitor preotul Ion Pietraru. Al doilea Samoil Ieroschimonah, e preotul Constantin Strâmbeanu și diaconul Dumitru, din care este moștenitor Dumitru Gh. Gh. Al Tomii, Ion, fratele lui Ion Marin Predescu, în zilele luminatului domn Ion Mihail Constantin la anul 1785.”
A doua pisanie „ S-au înoit această sfântă biserică cu zidirea și zugrăveala ce se vede în naos de nevrednicii robii lui Dumnezeu popa Nicolai și popa Gheorghe și de popa Constantin Strâmbeanu și diaconul Ștefan și de jupân Mladin ca să aibă pomenire anul 1823, iulie 14...”
A treia pisanie „Această sfântă biserică cu hramul Bunei Vestiri a Maicii Domnului s'au reparat după cum se vede acoperișul din nou cu a două turlă, tencuială, zugrăveală și alte obiecte după cum se vede precum și advonul, făcut și zugrăvit de ctitorii aceștia și anume: preotul Ion Pietraru, slujitorul acestei sfinte biserici, Dumitru Gh. Gh. al Tomii, Nicolae Ionescu și alți ctitori care au ajutat, în zilele M.S. Carol Întâiu, cu binecuvântarea prea sfinției sale episcopul nostru domn domn Ghenadie Enăceanu al Râmnicului Noul Severin la anul 1890...”

## Galerie de imagini

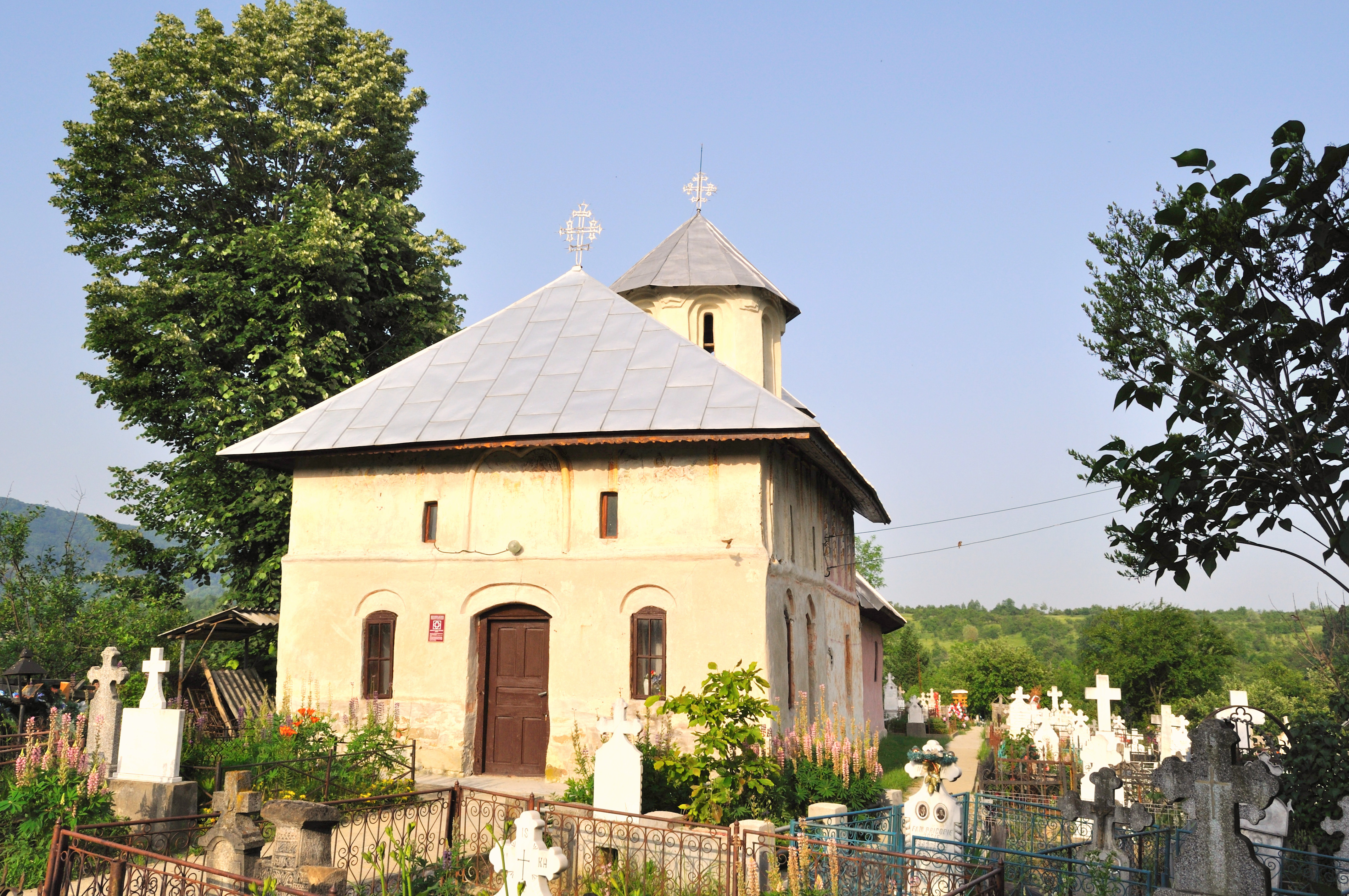
Biserica (vest)
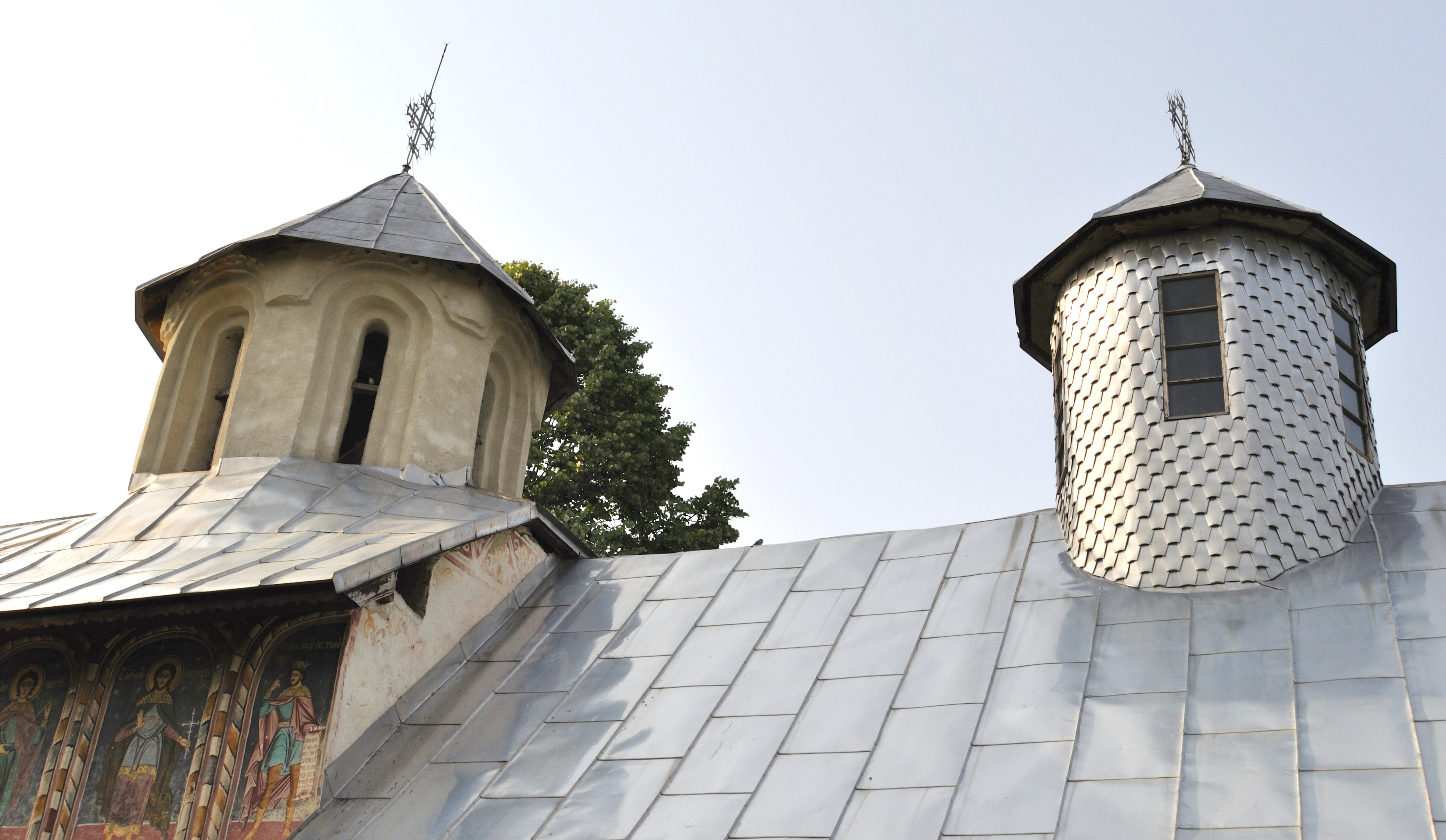
Cele două turle
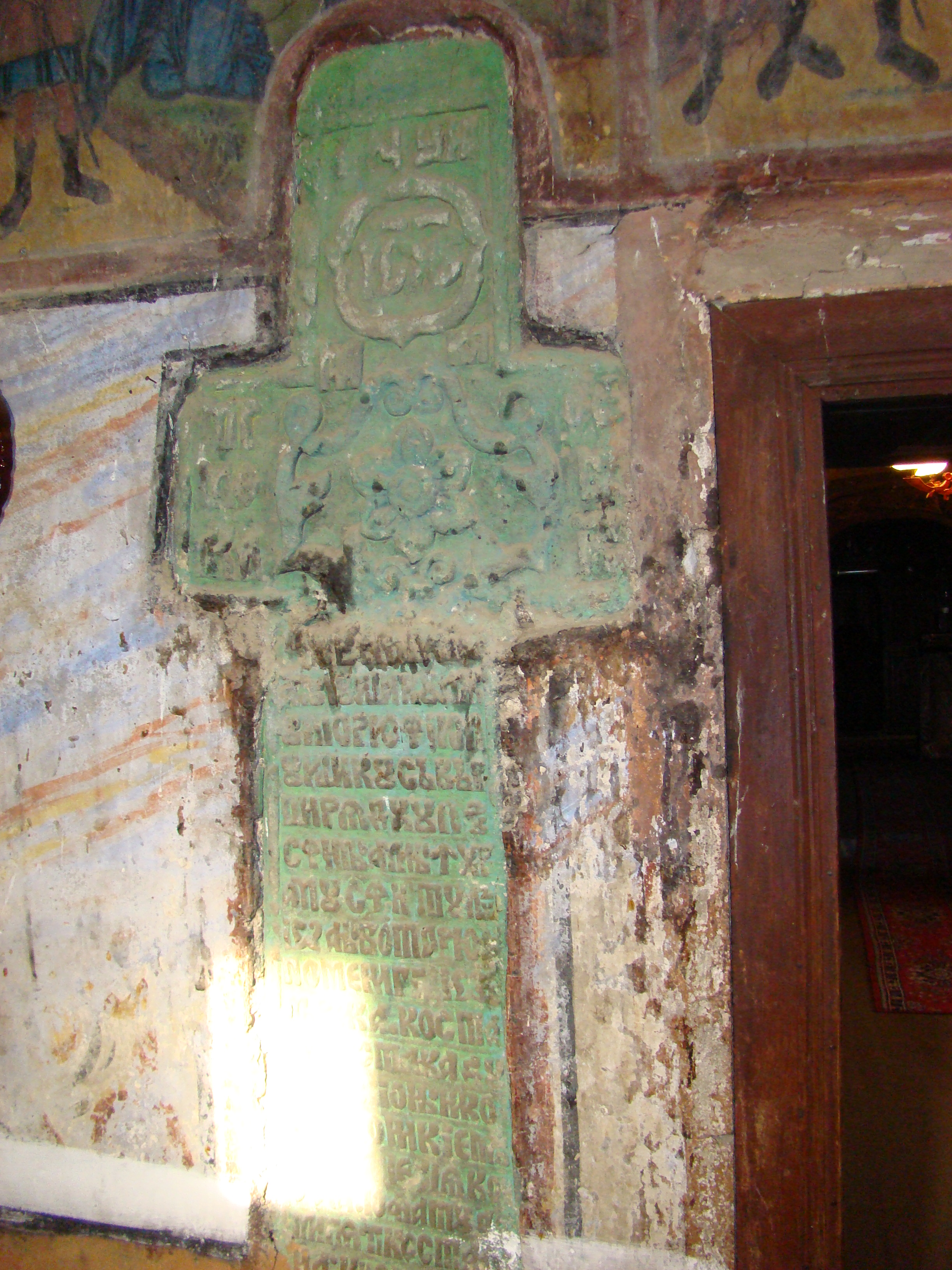
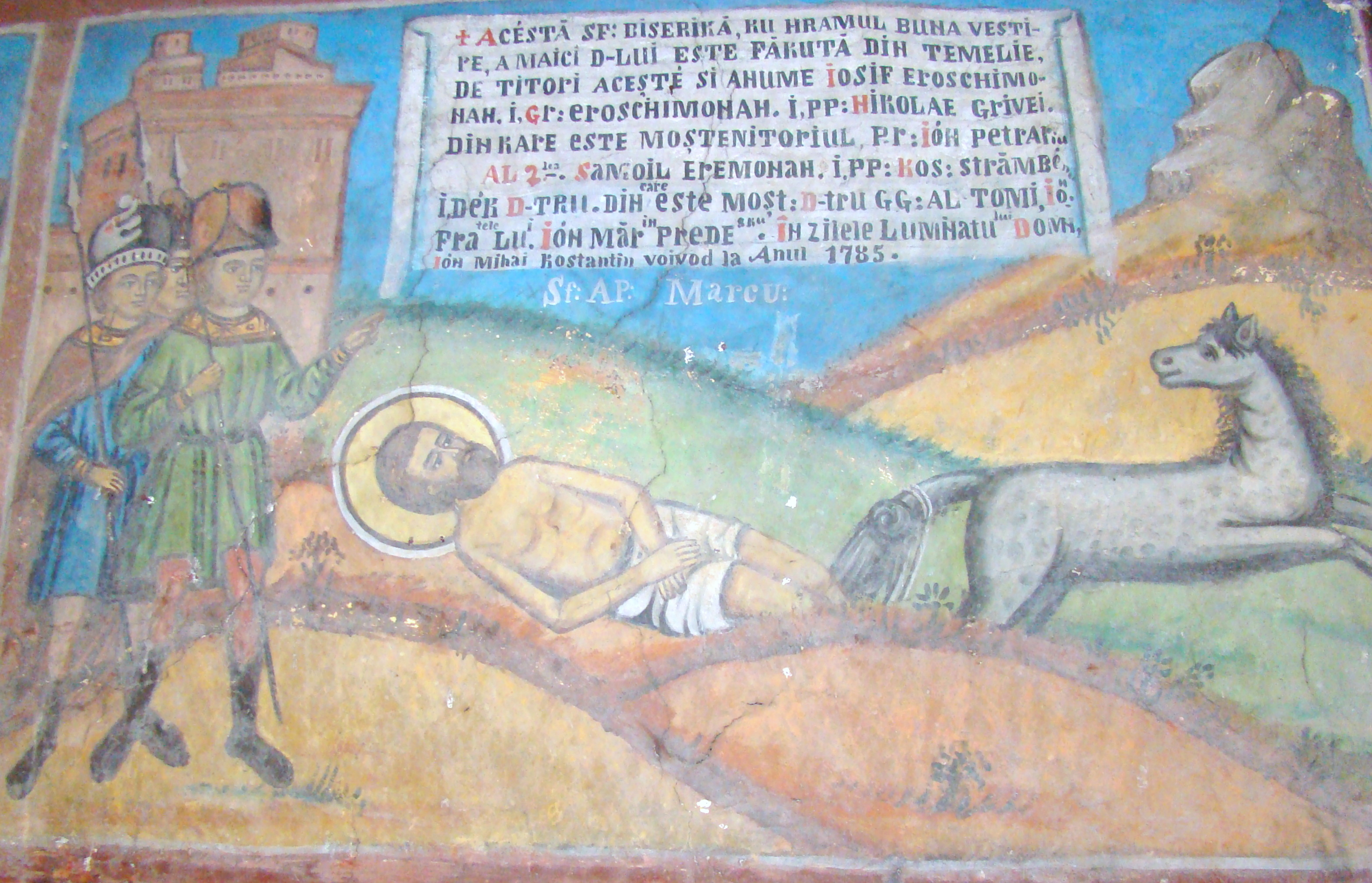
Prima pisanie
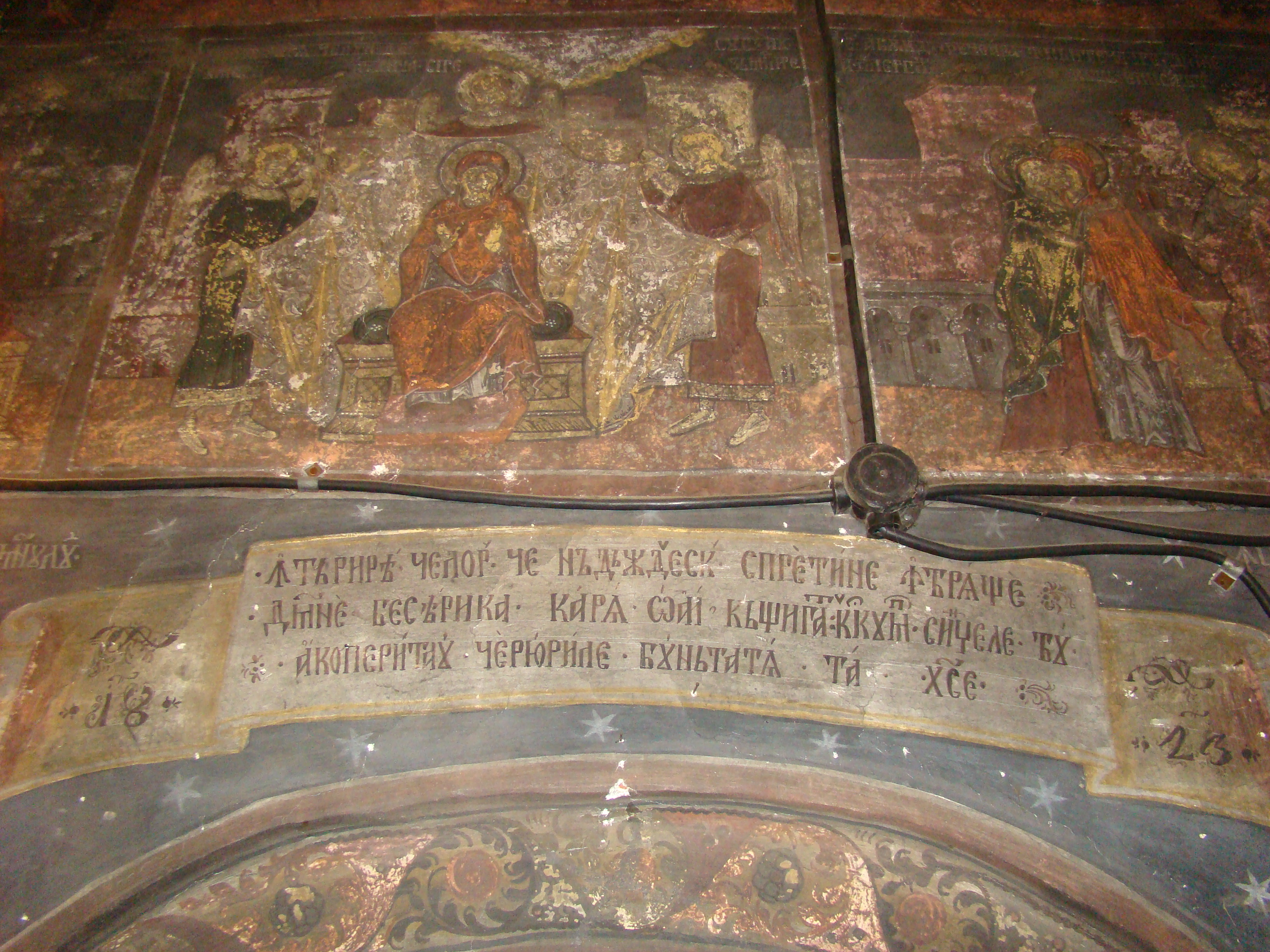
A doua pisanie
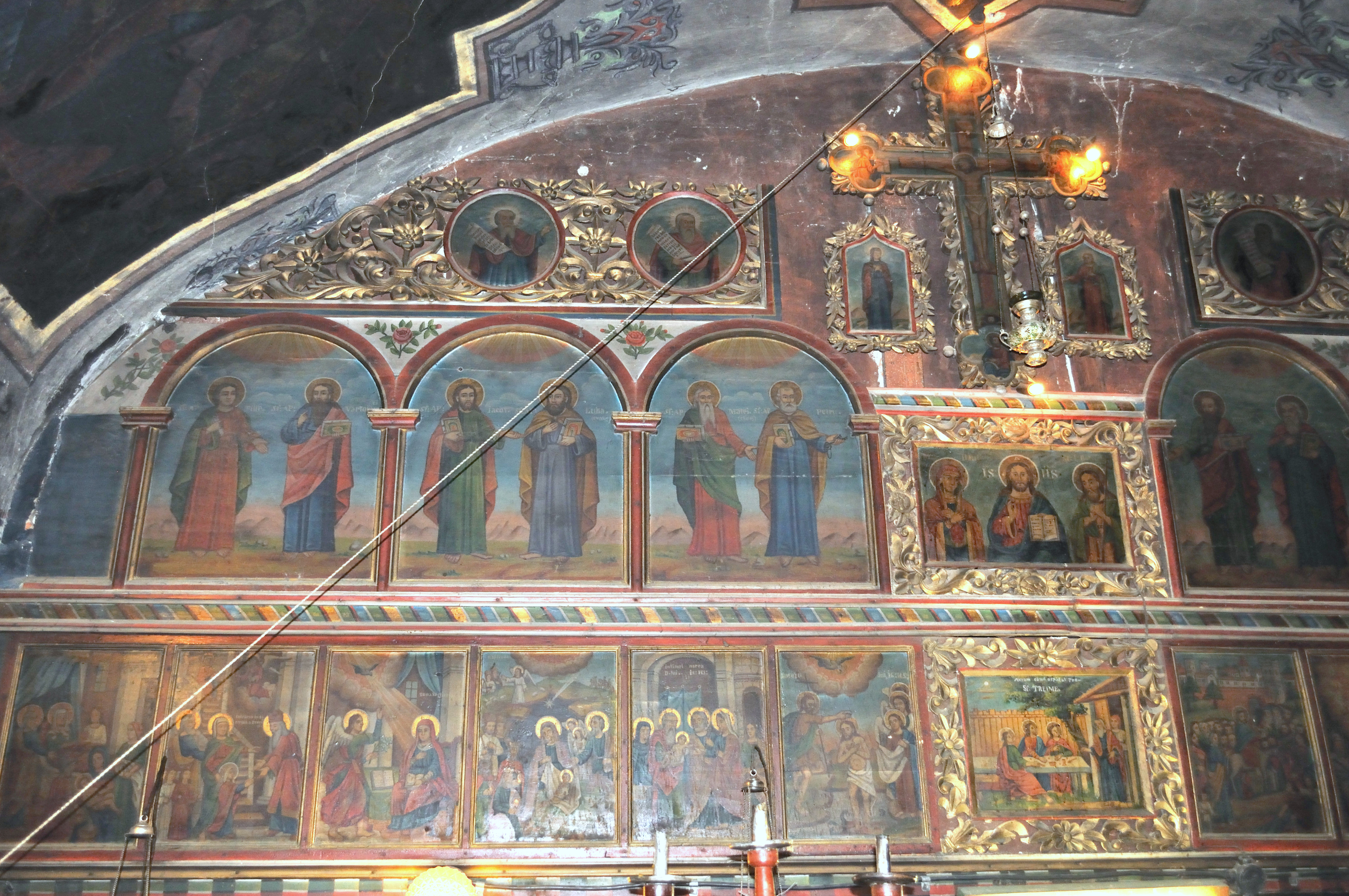
Catapeteasmă (partea stângă)
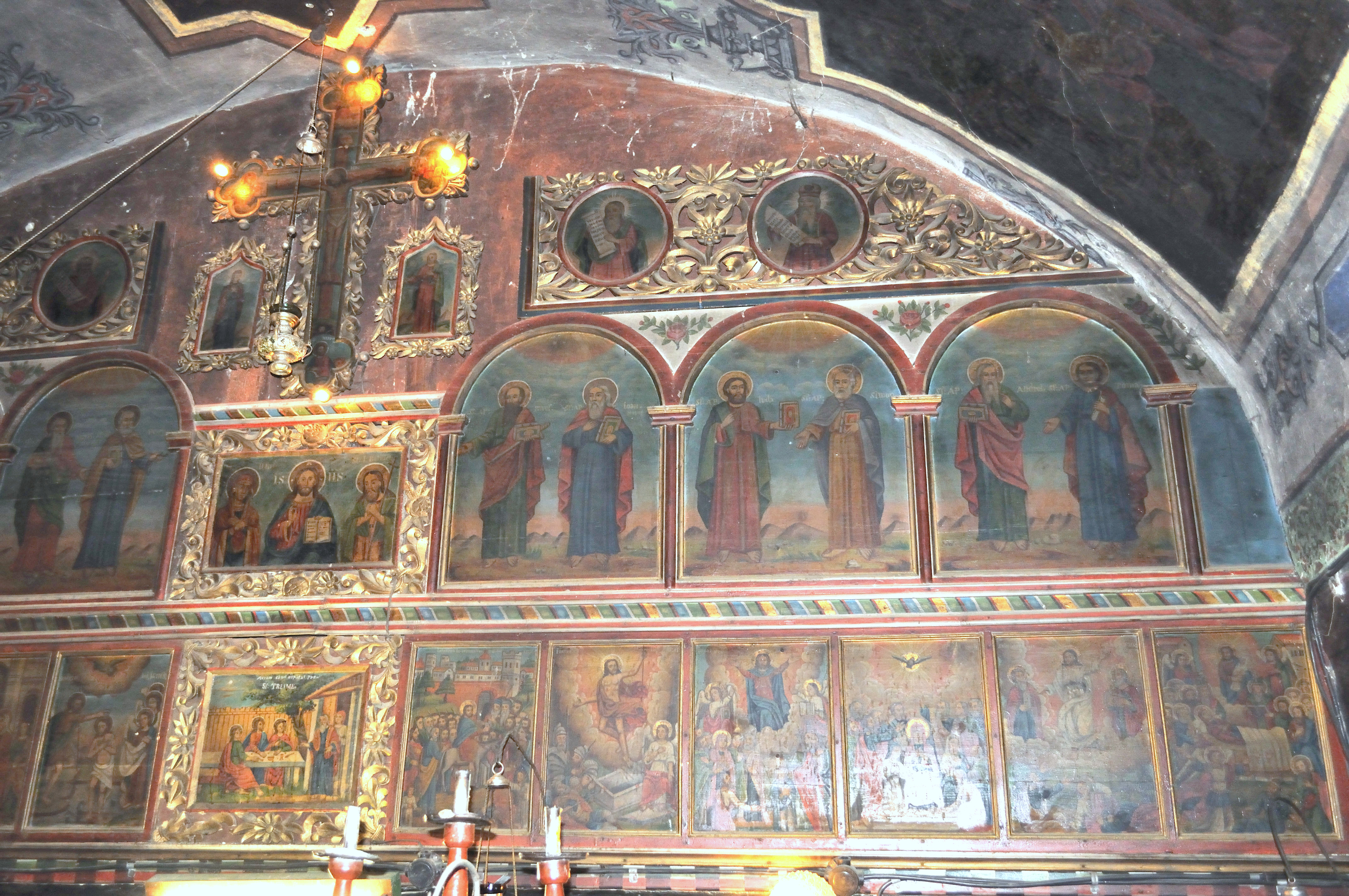
Catapeteasmă (dreapta)
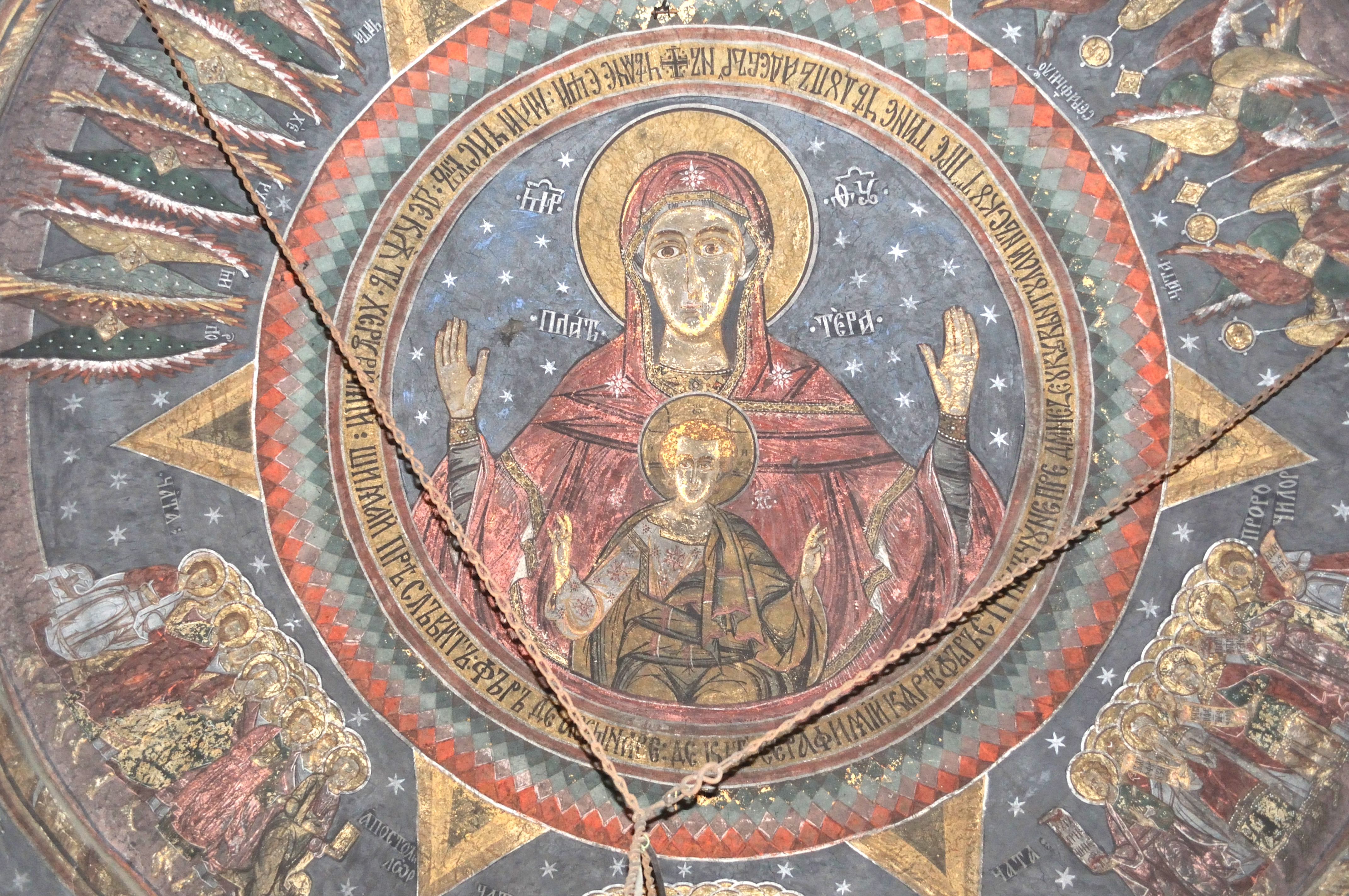
Maica Domnului
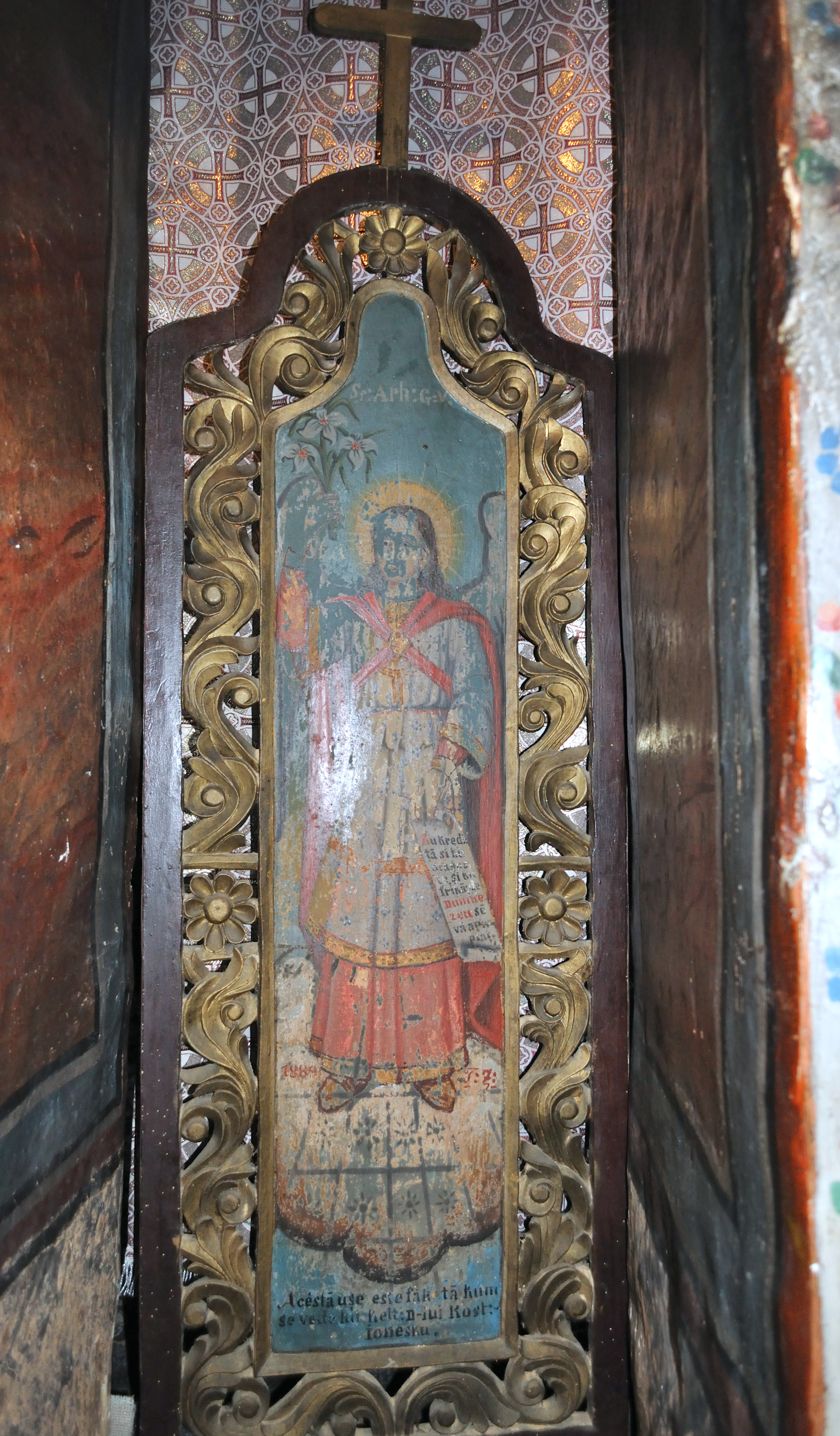
Ușă diaconească
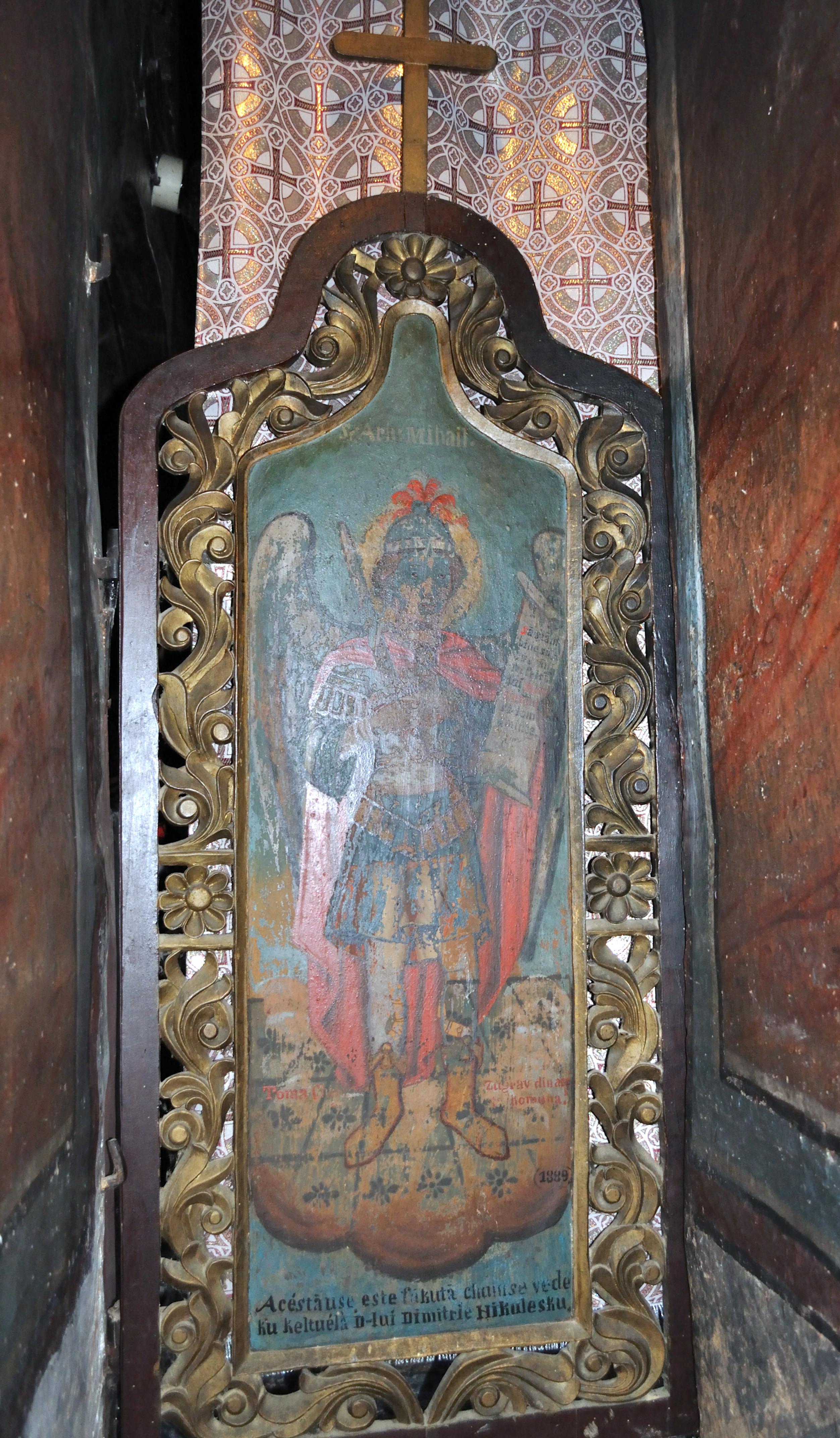
Ușă diaconească
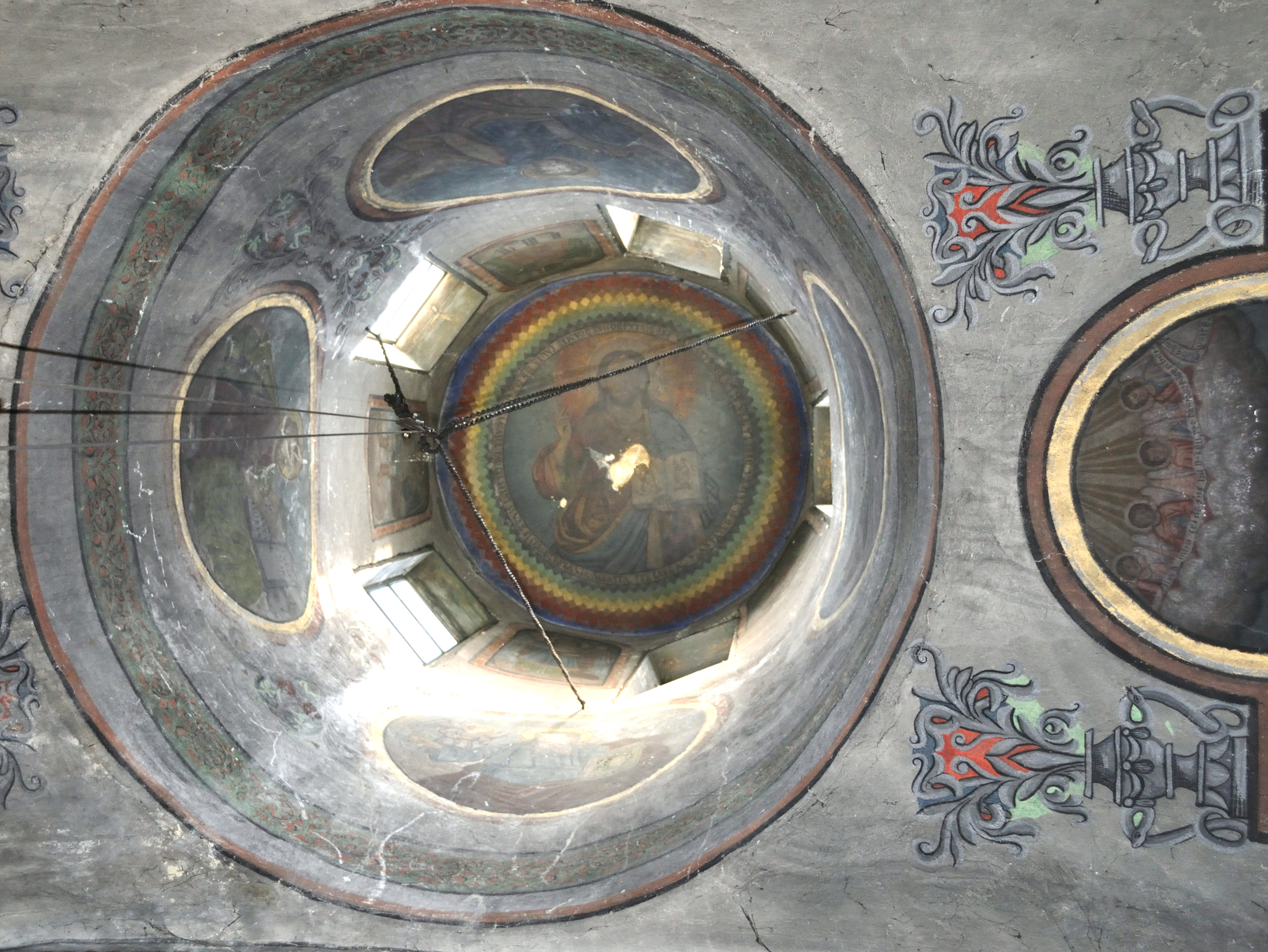
Cupola
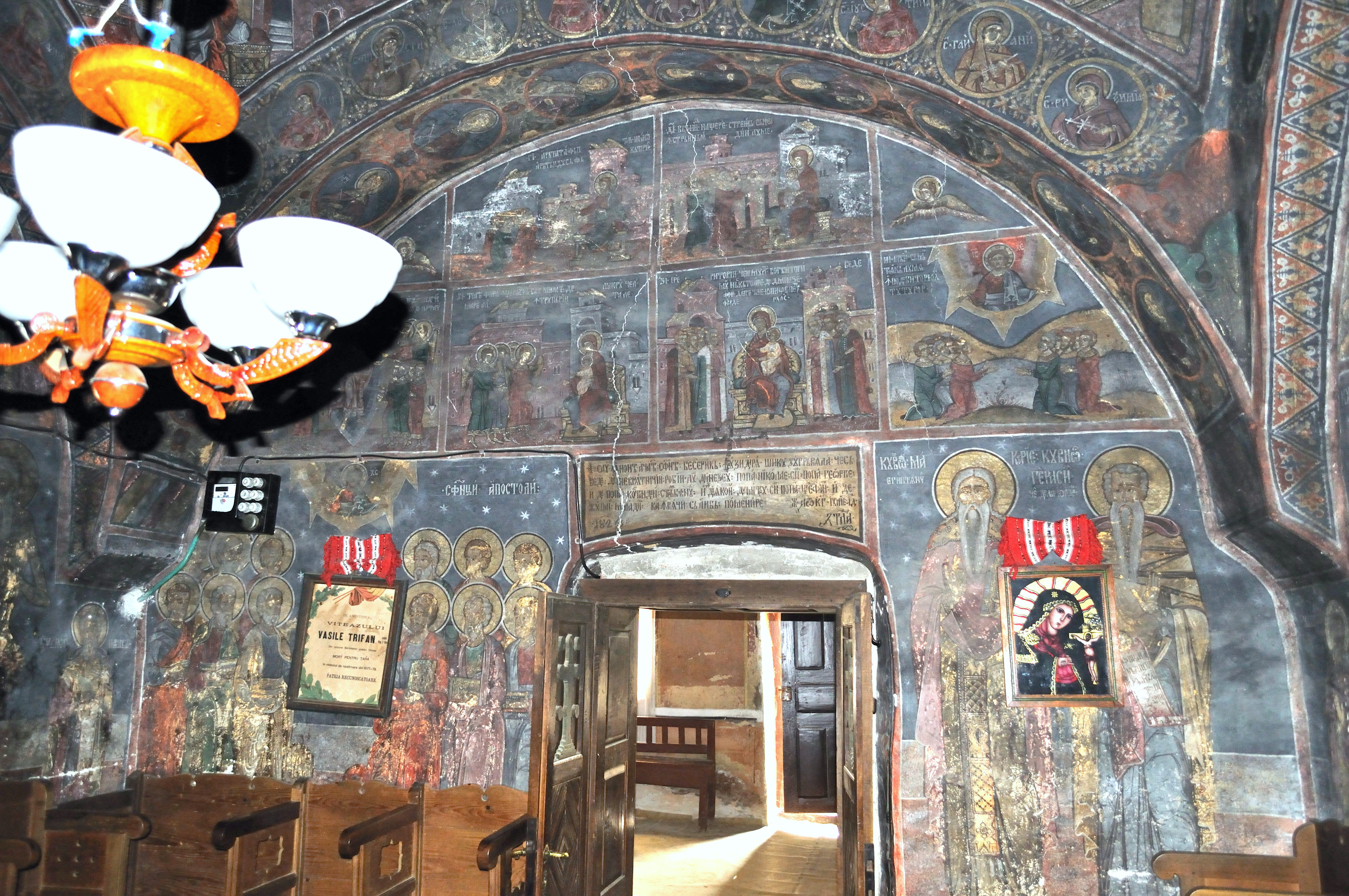
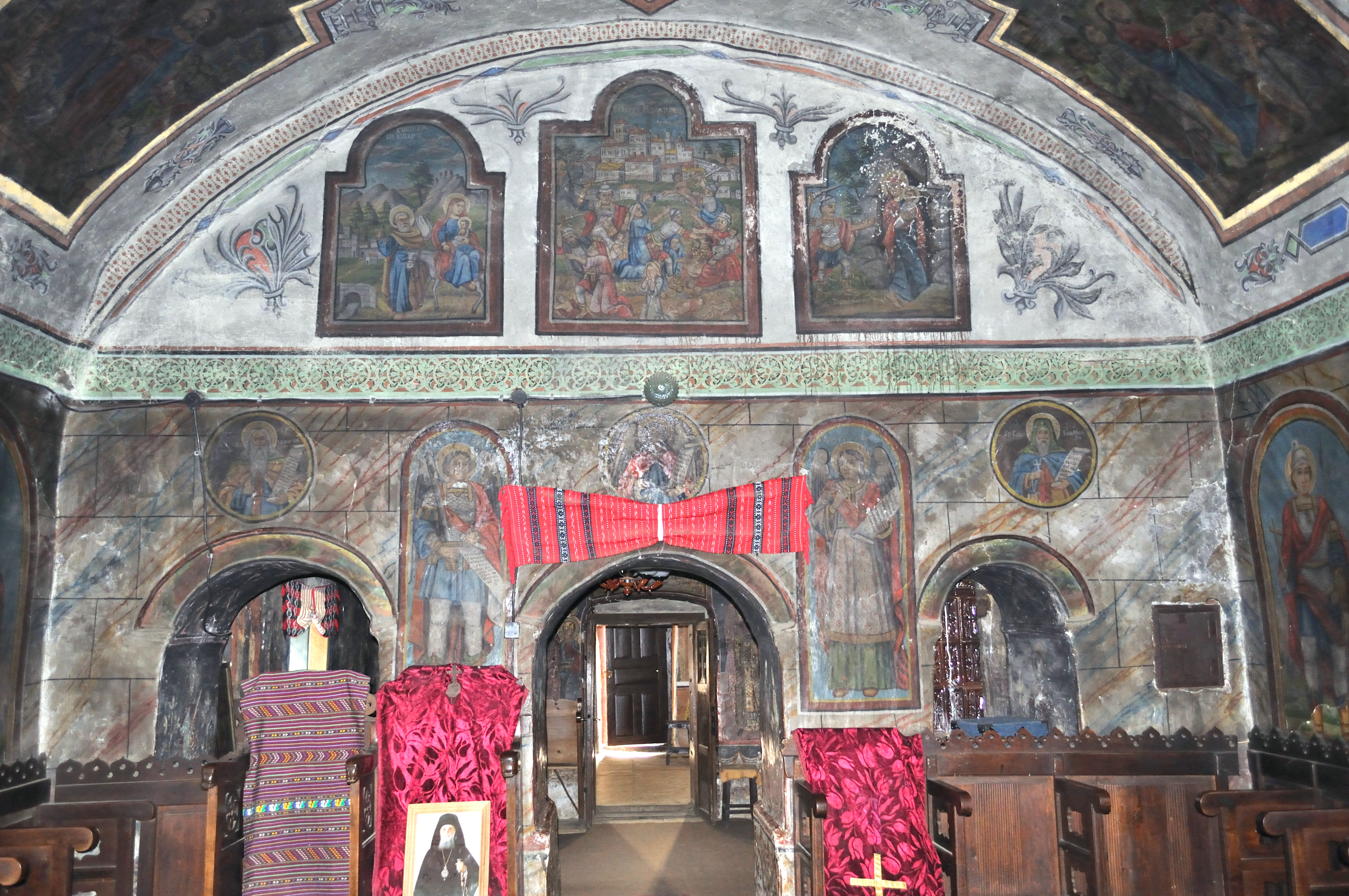
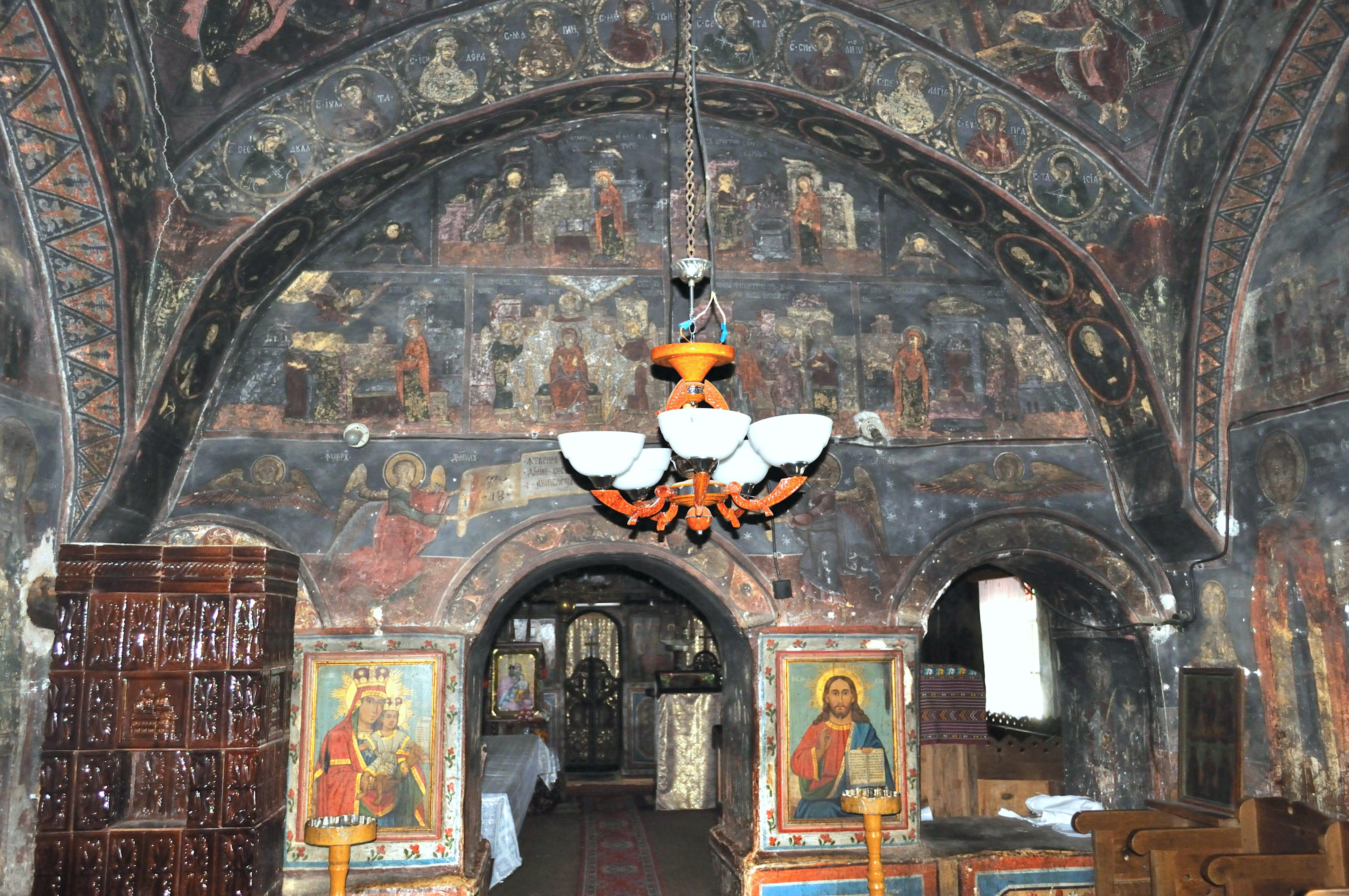
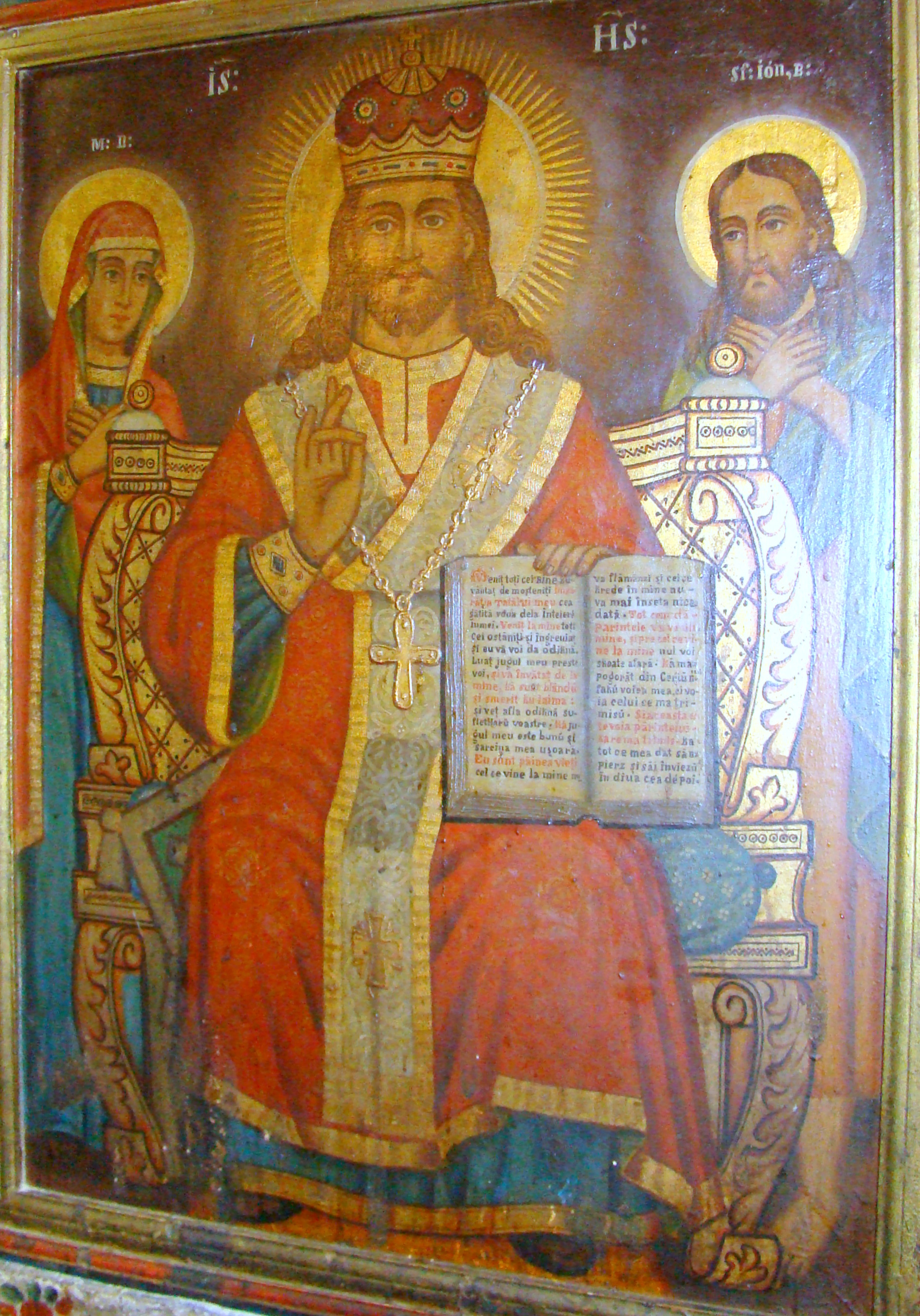
Icoană împărătească
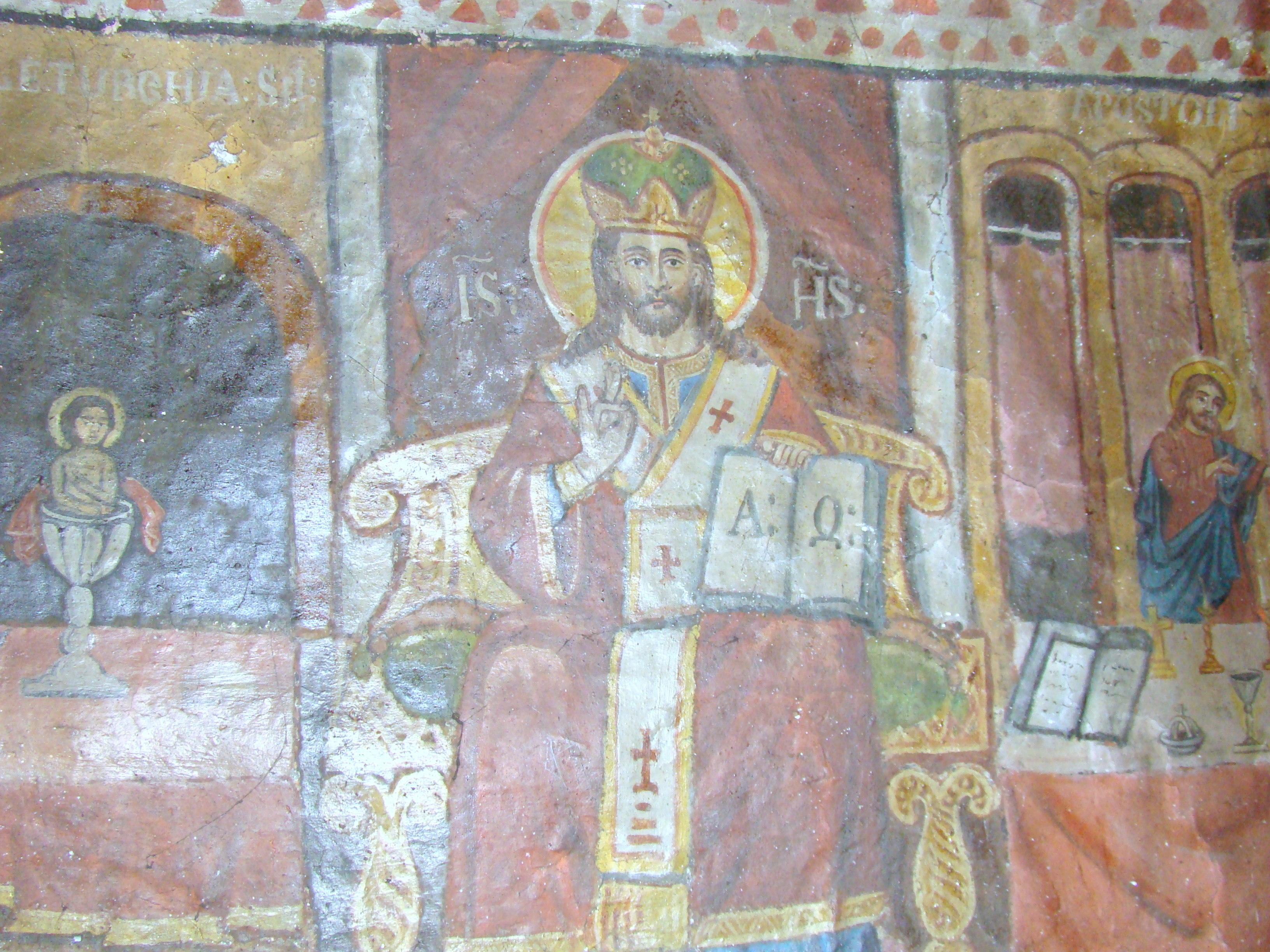
Iisus Hristos
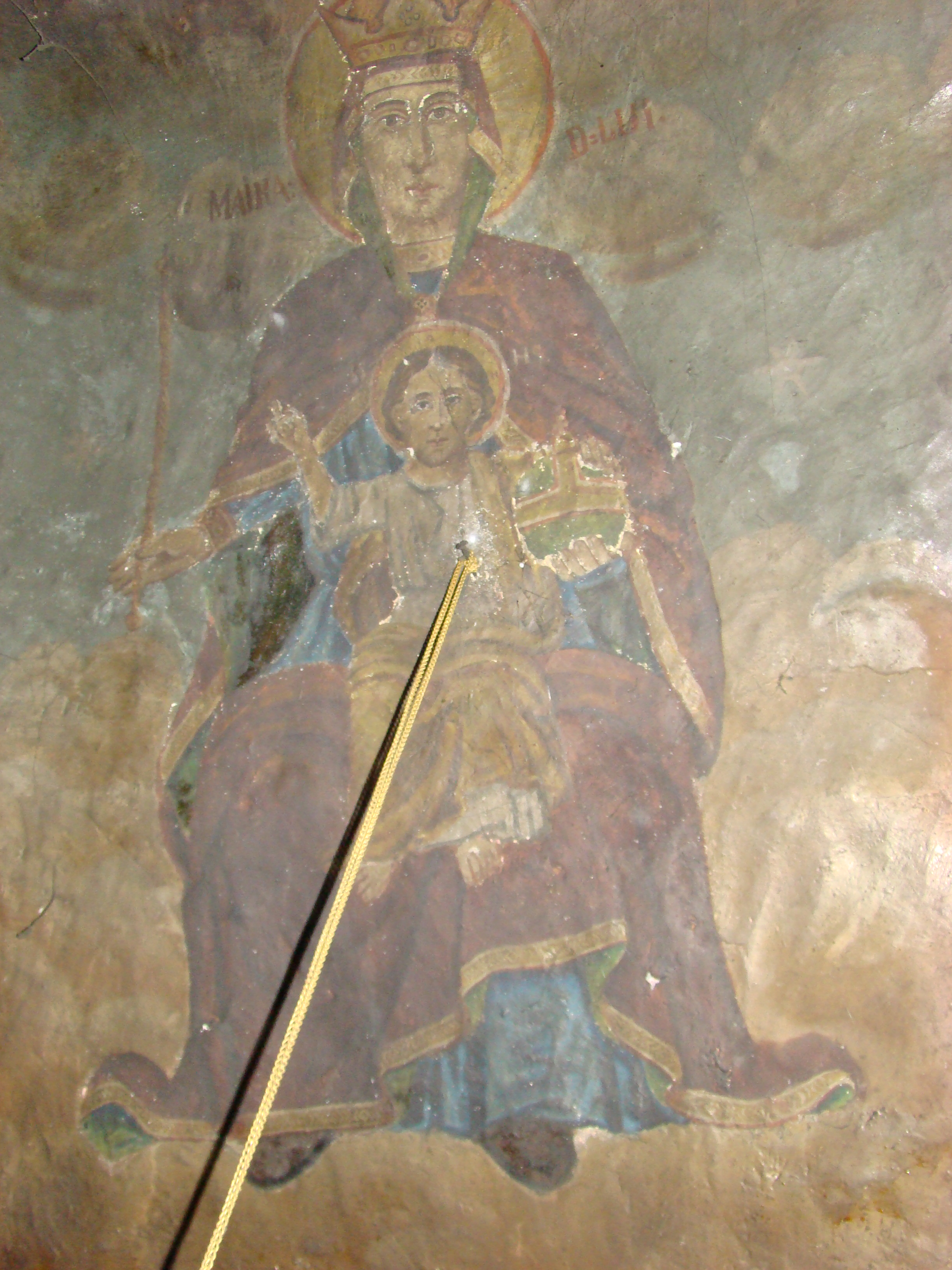
Maica Domnului cu pruncul
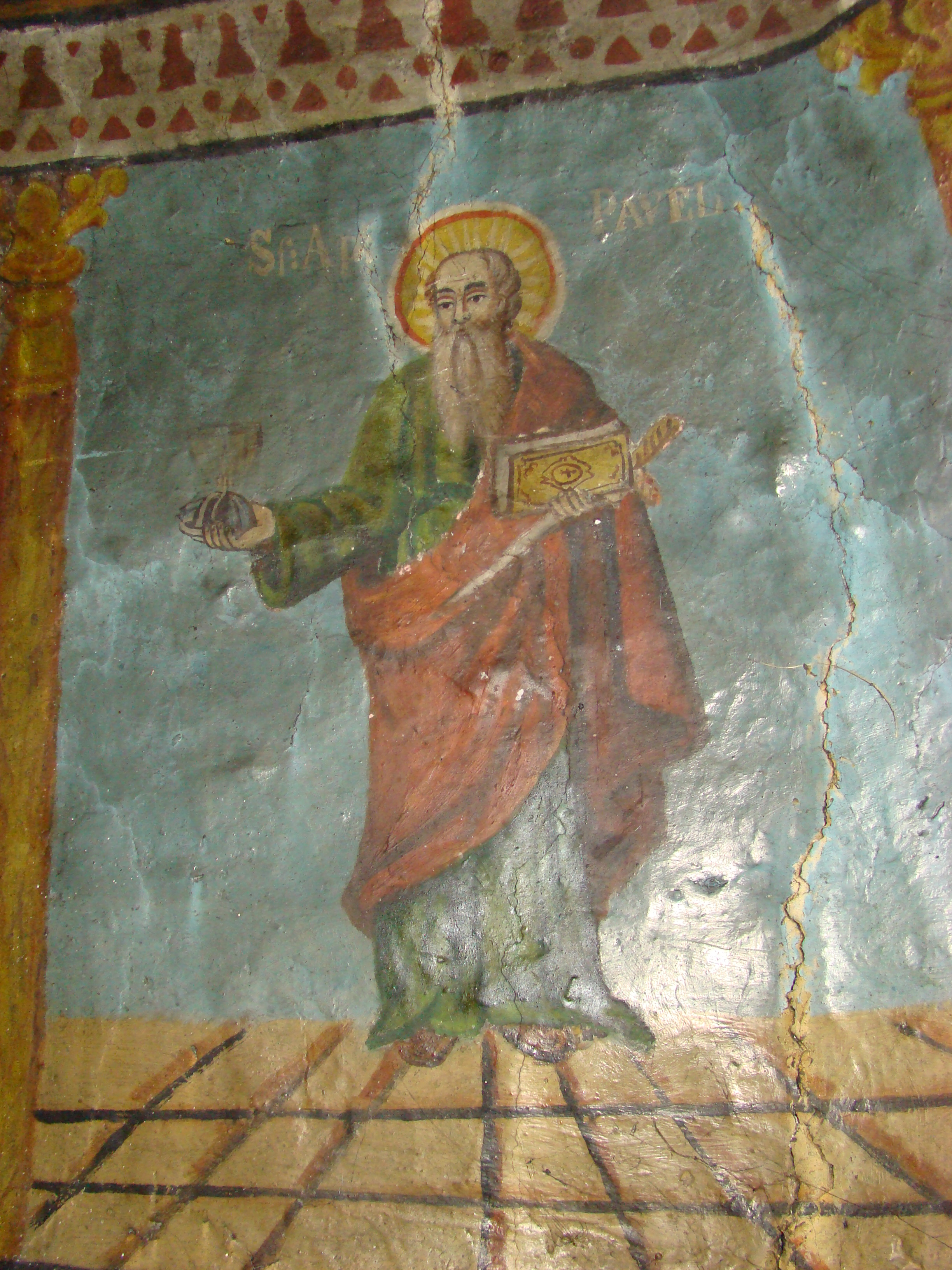
Apostolul Pavel
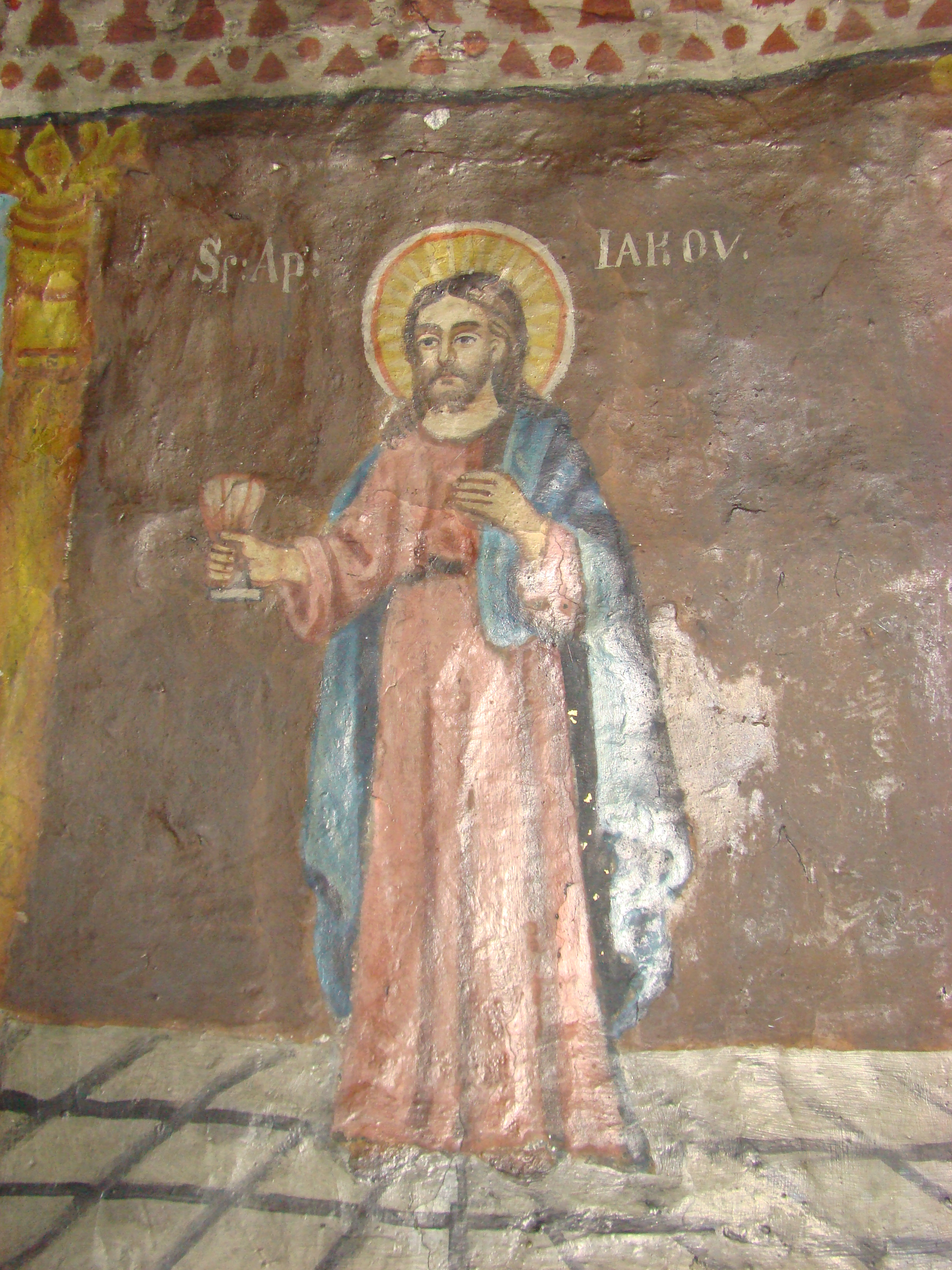
Apostolul Iacob
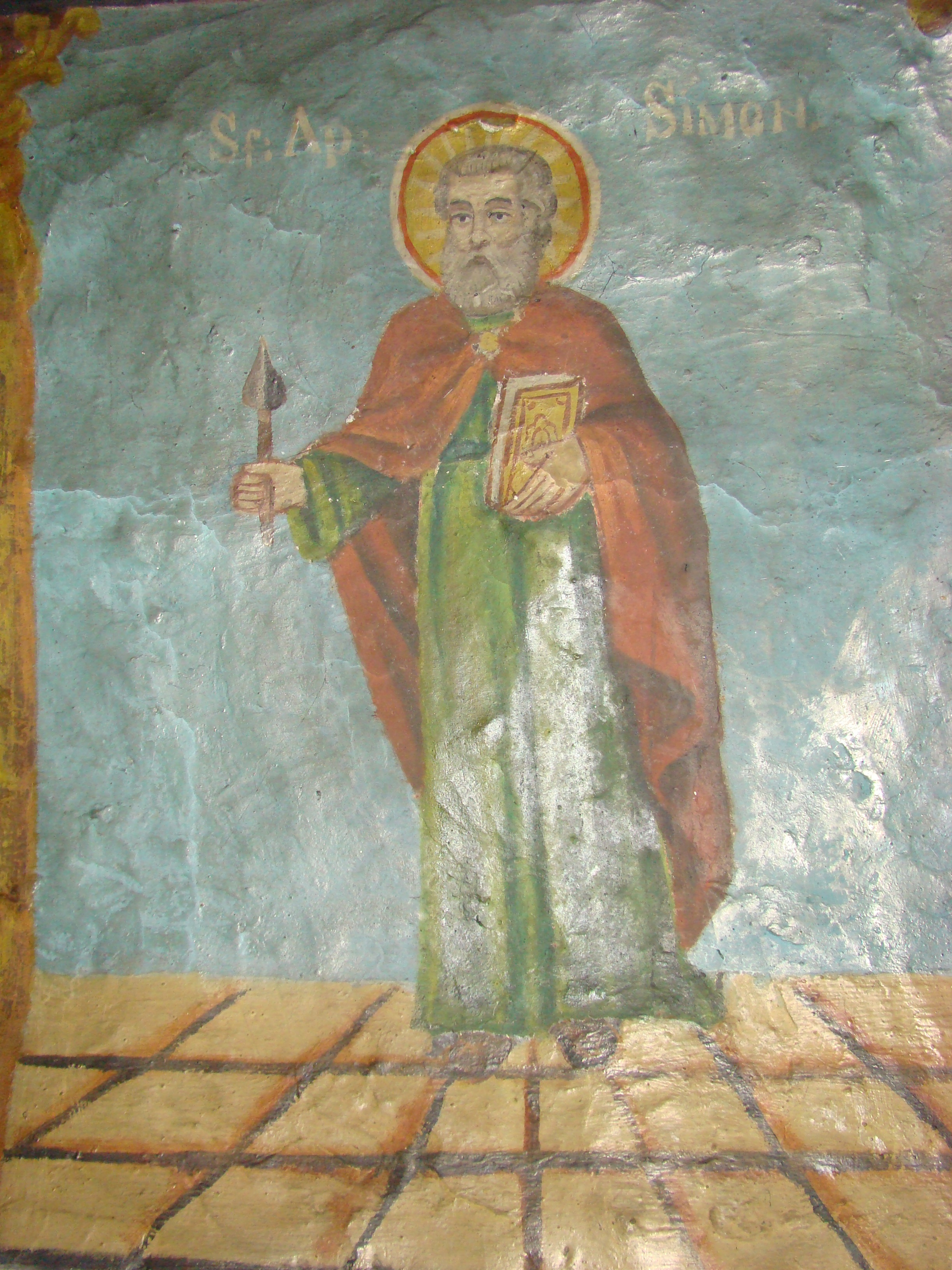
Apostolul Simion
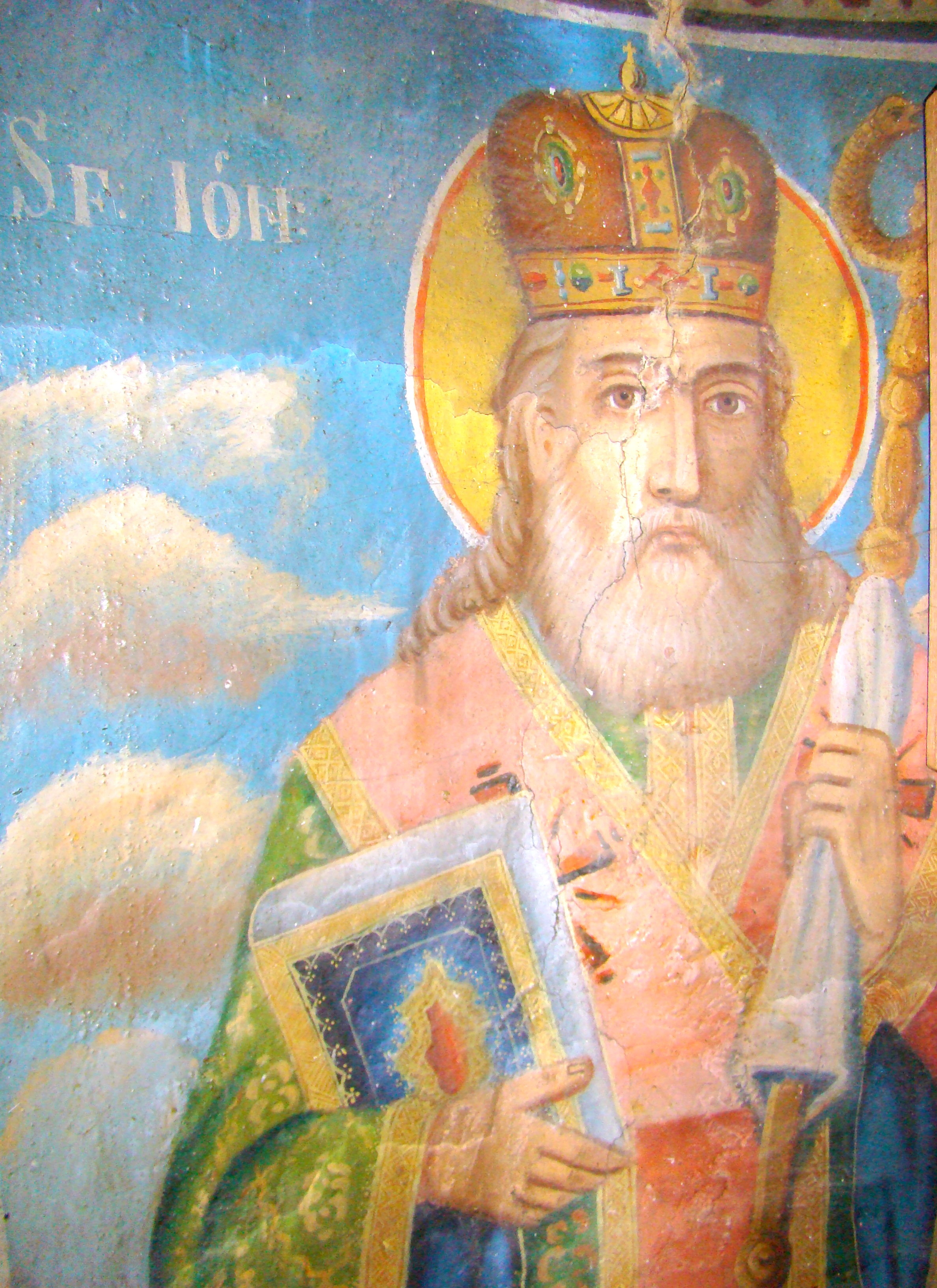
Sfântul Ion
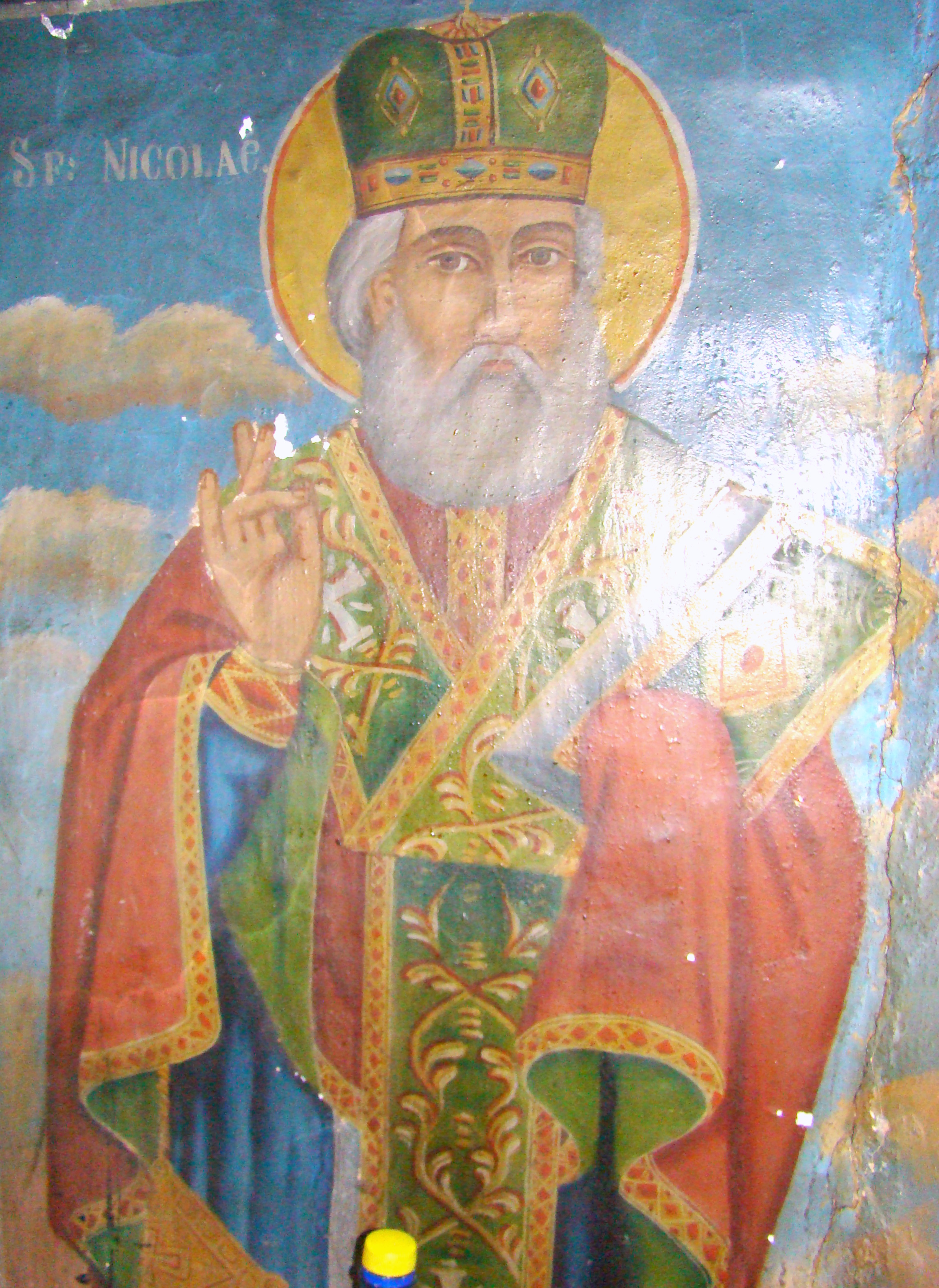
Sfântul Nicolae
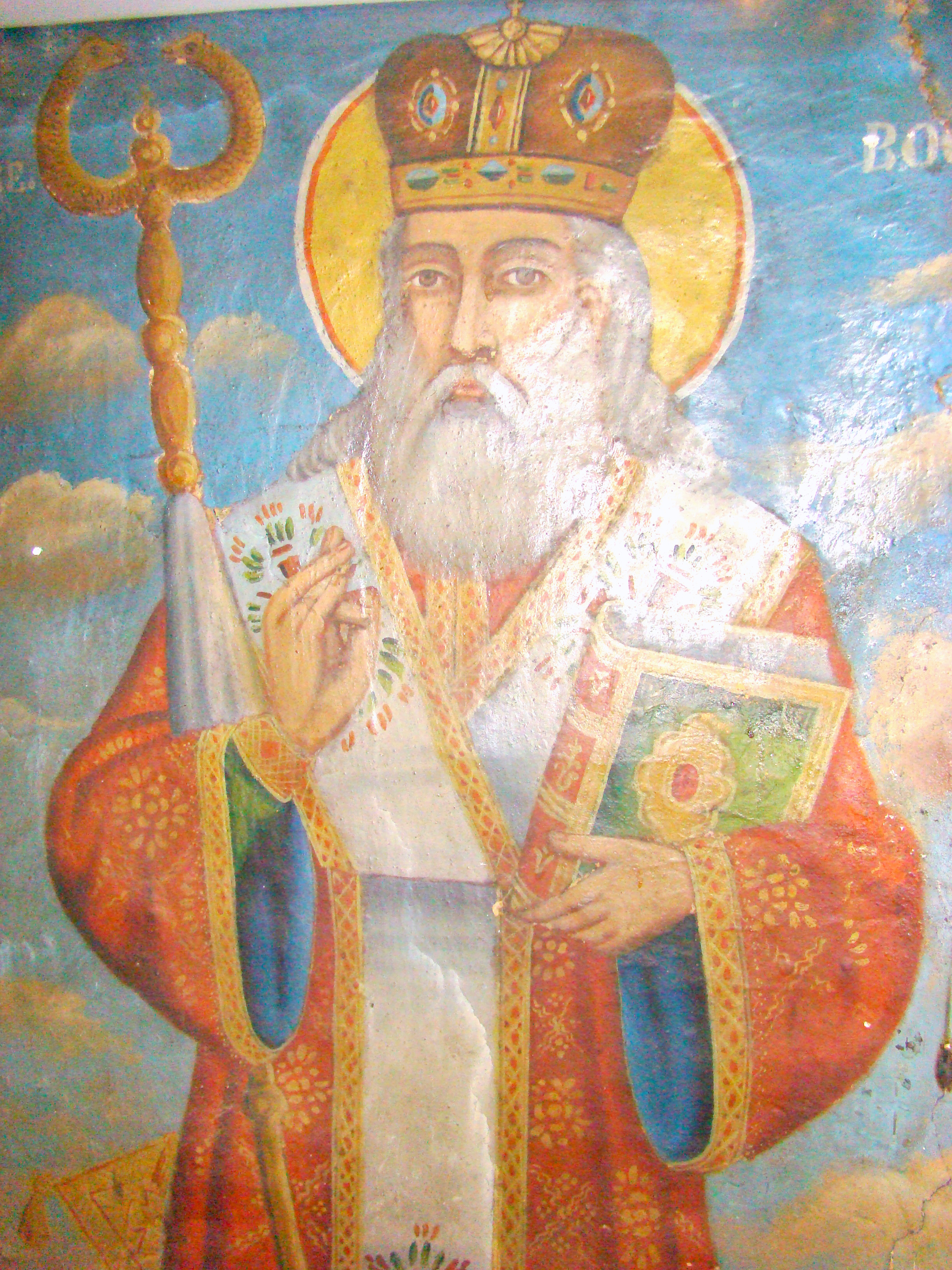
Sfântul Grigore Bogoslovul
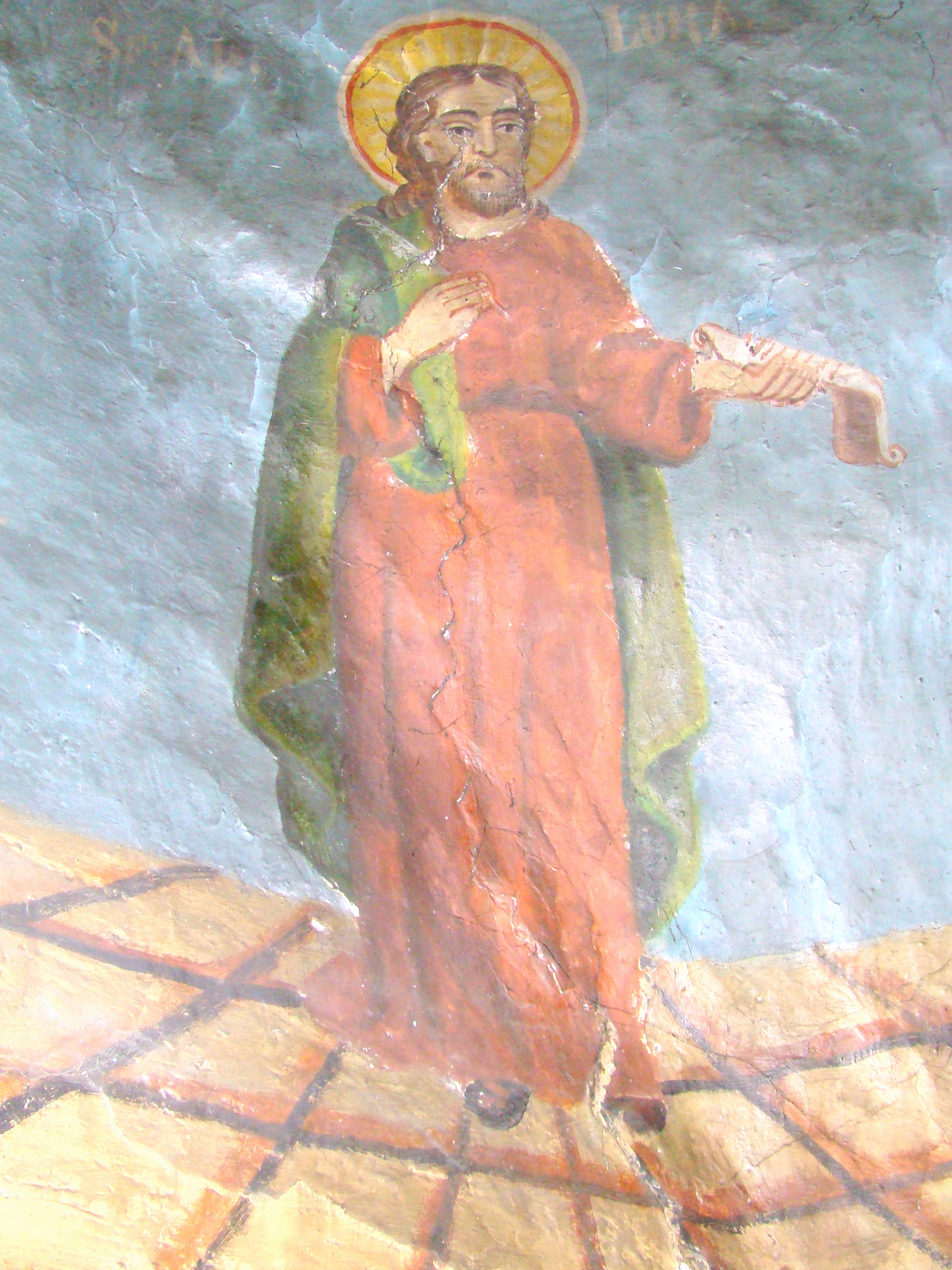
Apostolul Luca
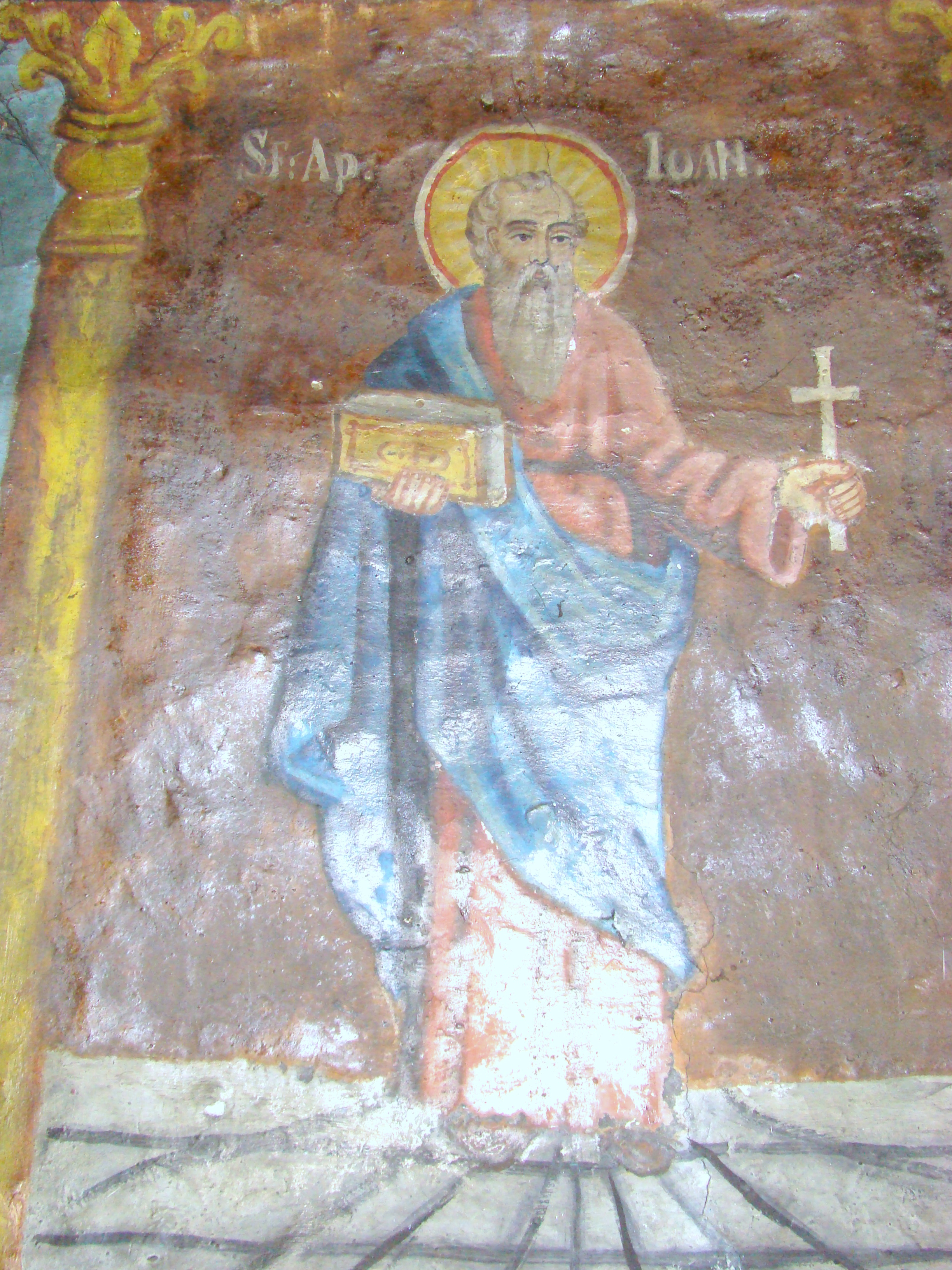
Apostolul Ioan
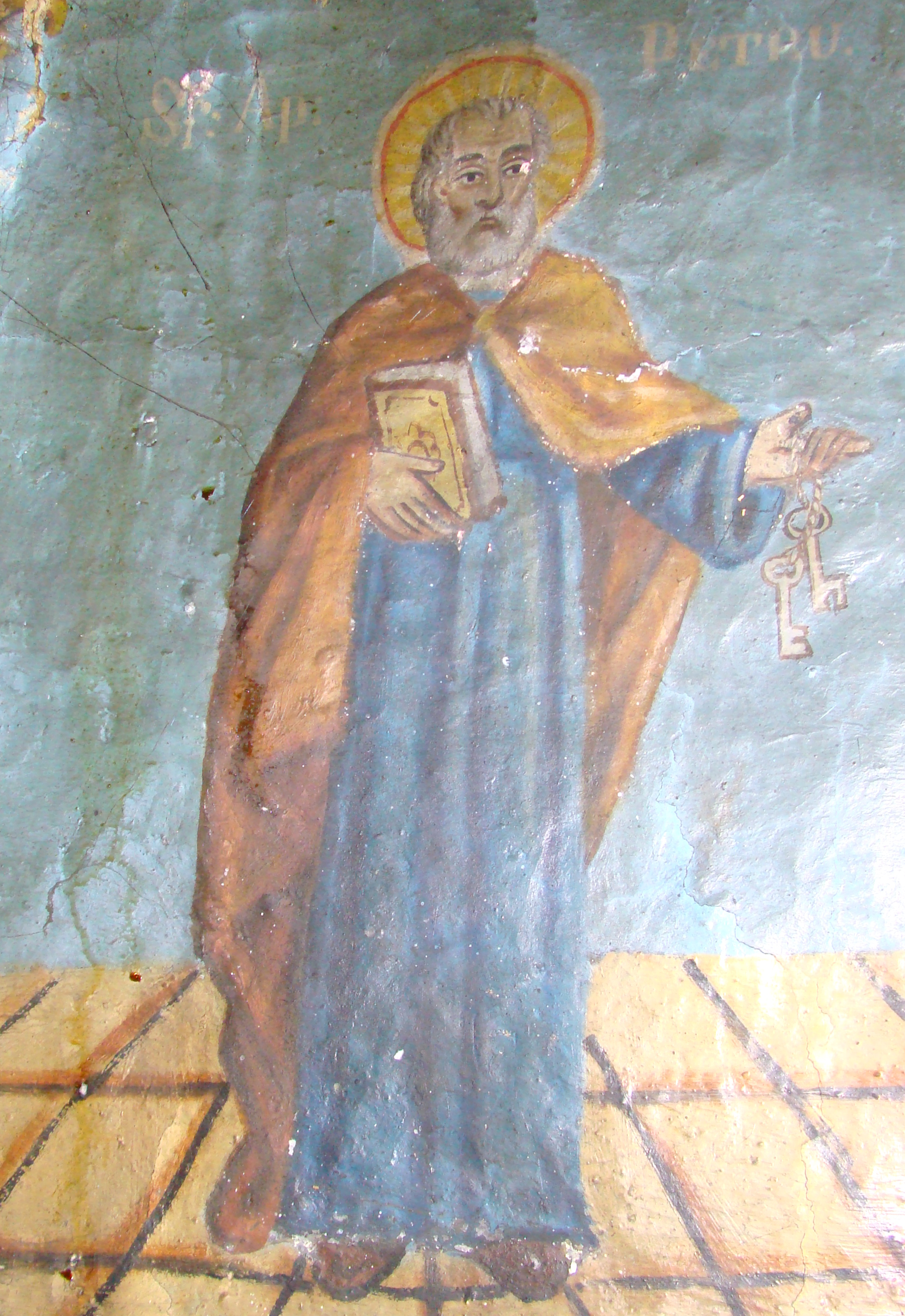
Apostolul Petru
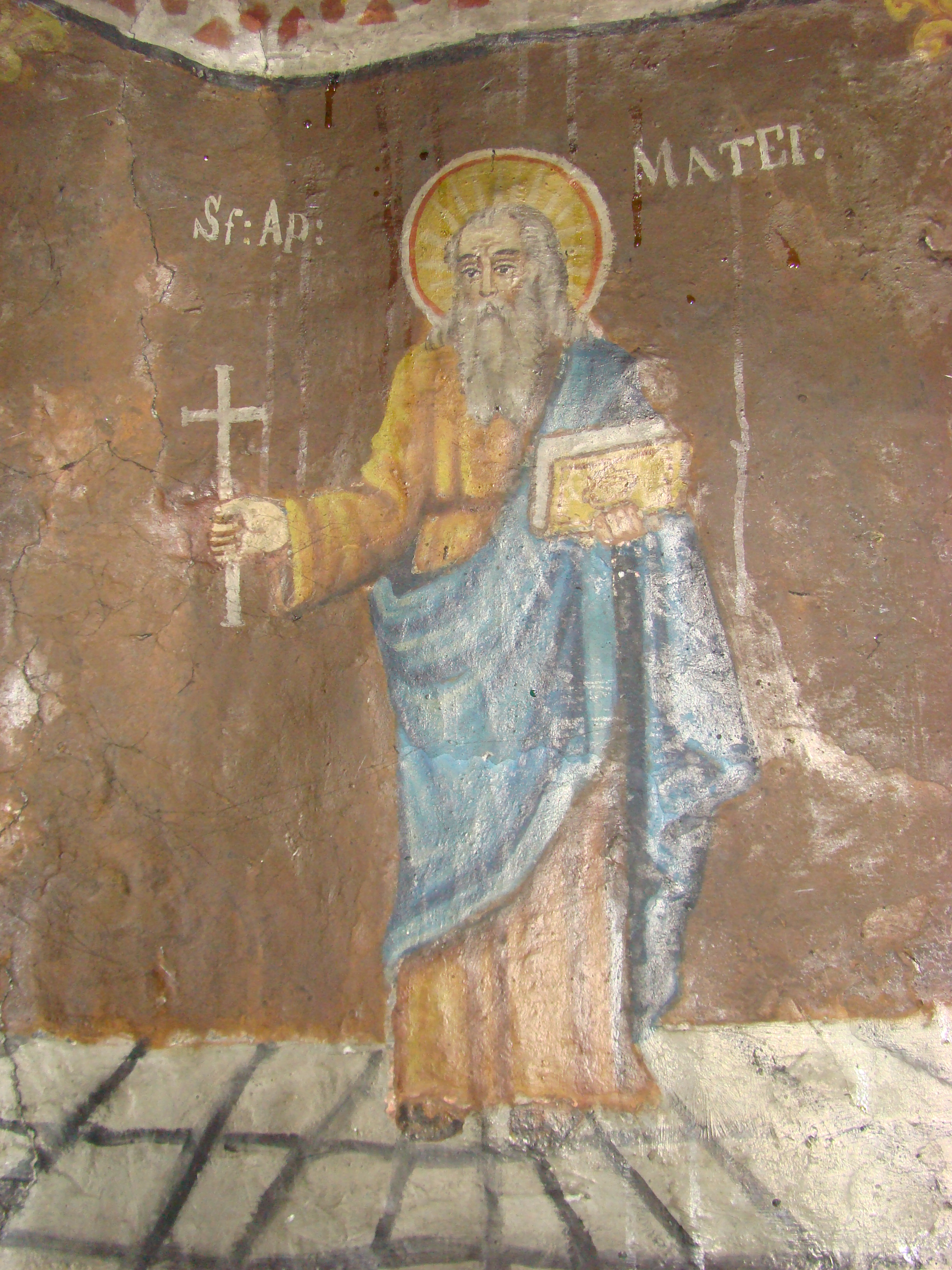
Apostolul Matei
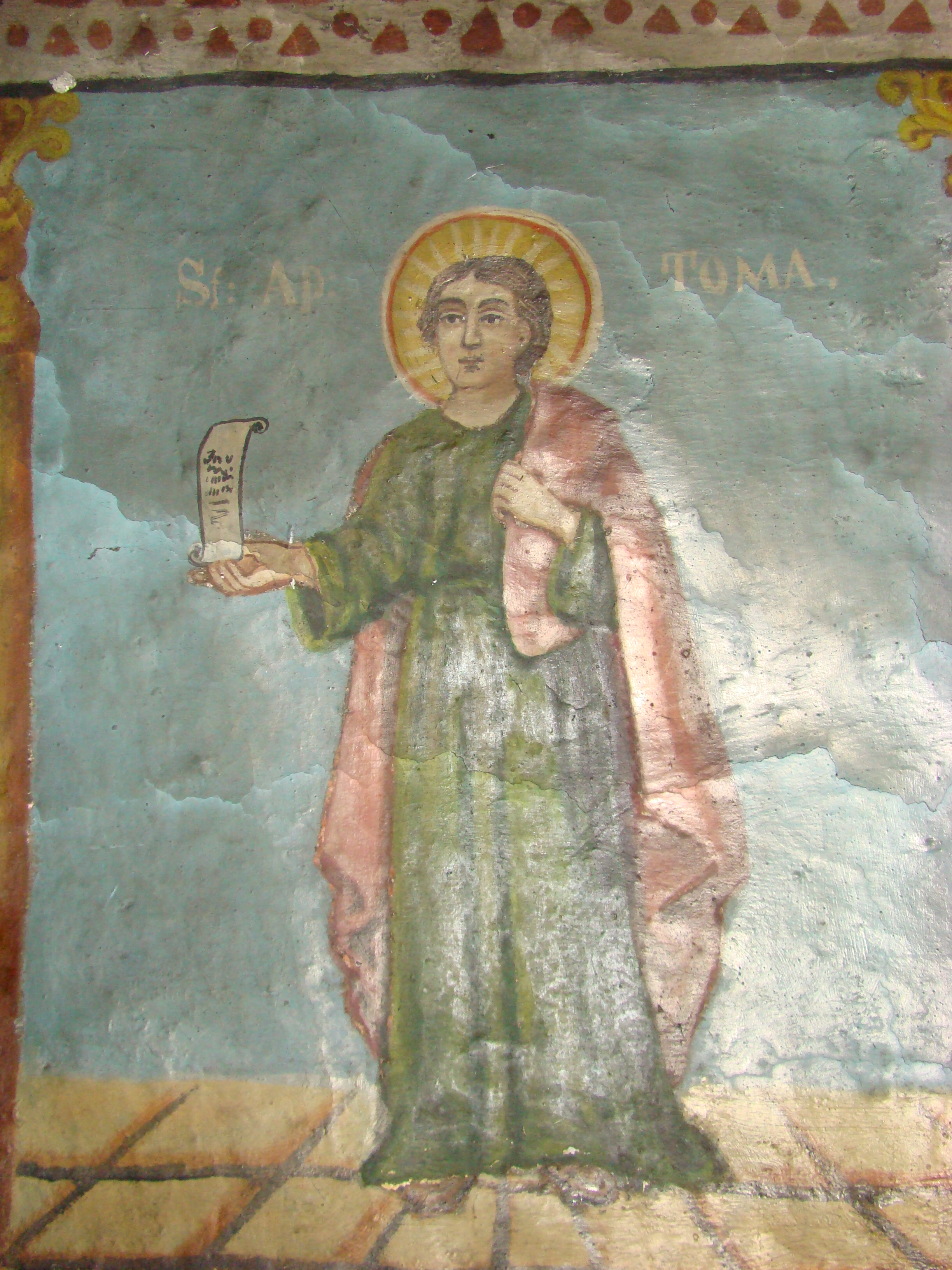
Apostolul Toma
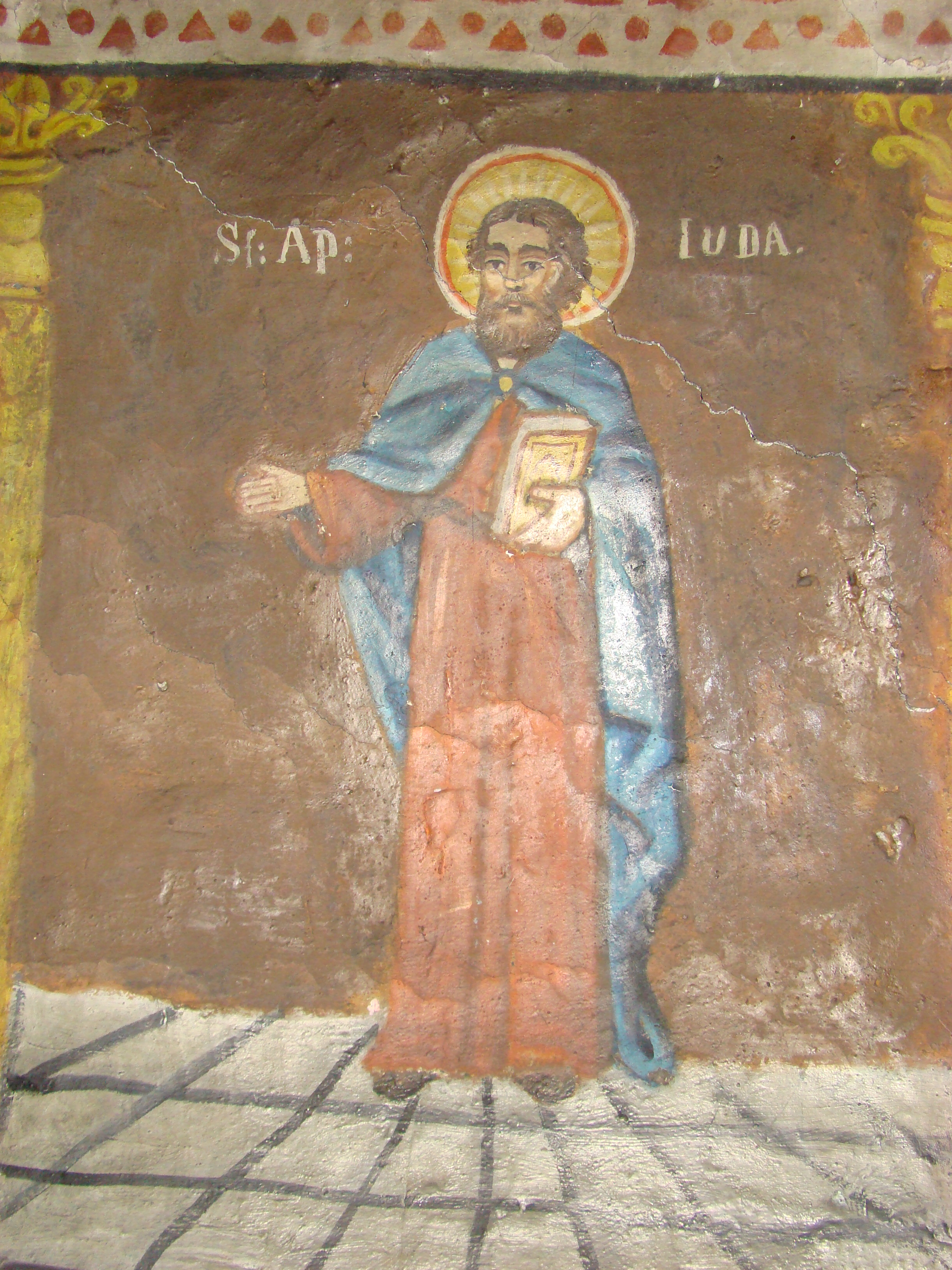
Apostolul Iuda
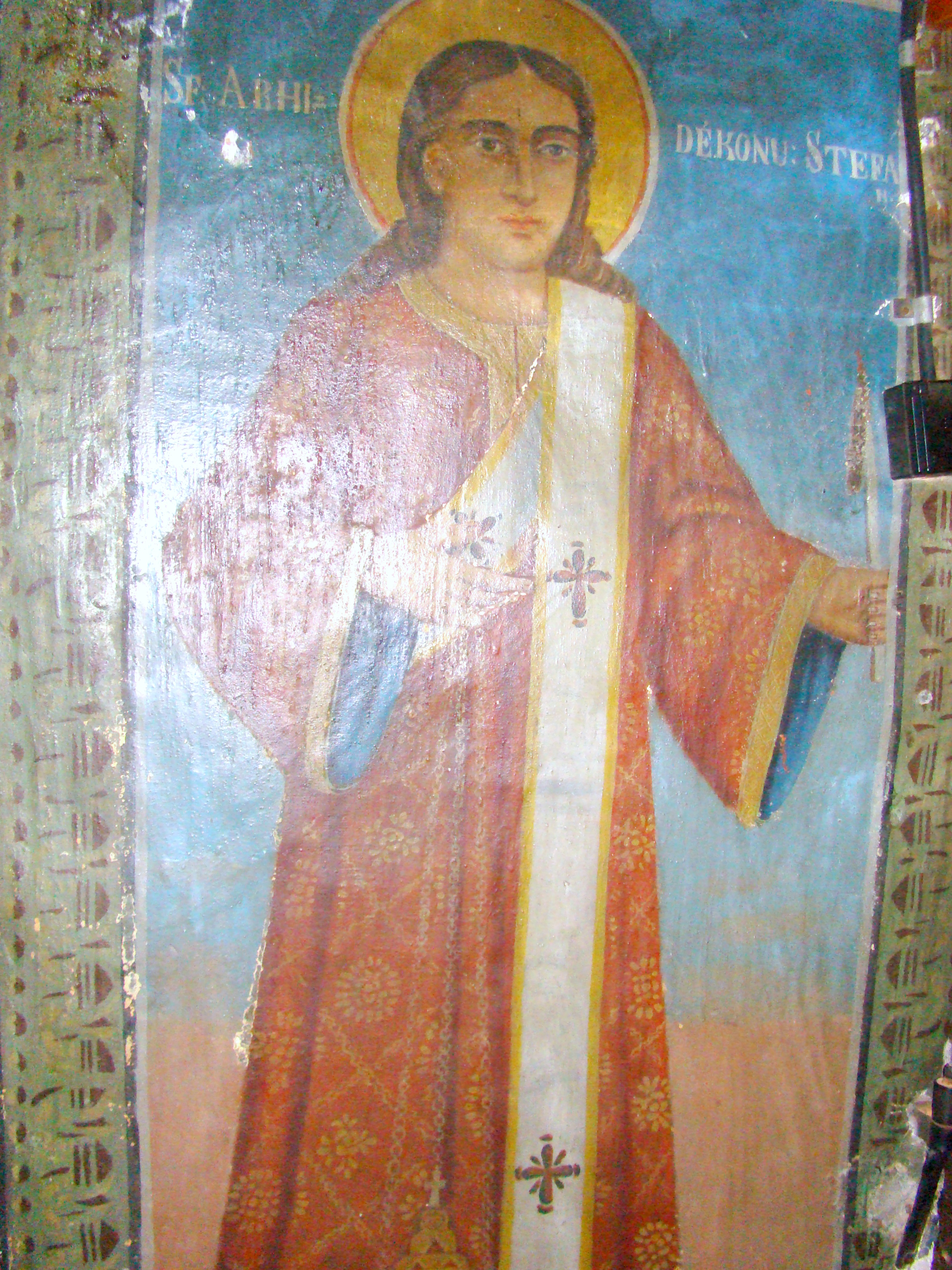
Arhidiaconul Ștefan
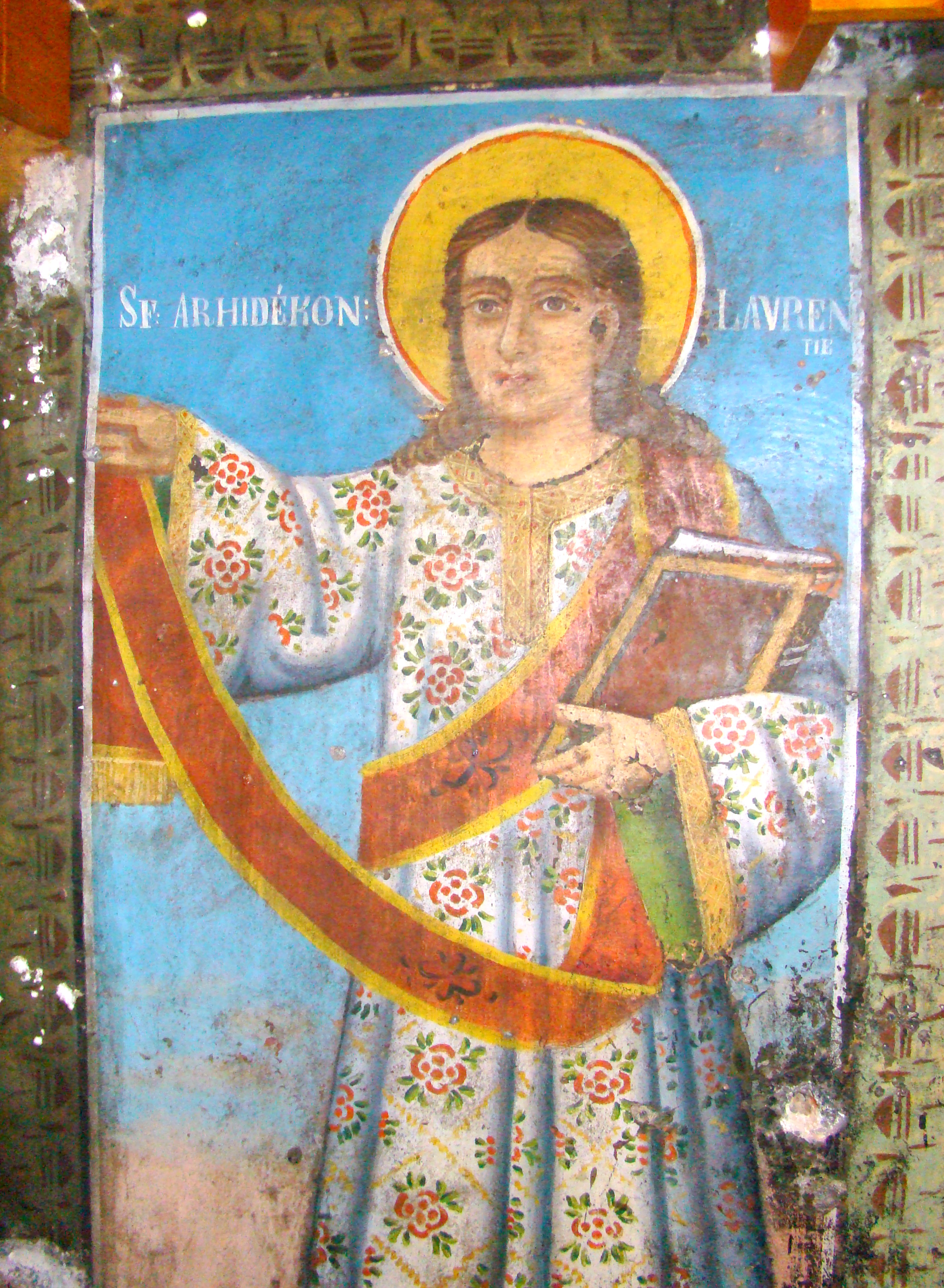
Arhidiaconul Laurențiu
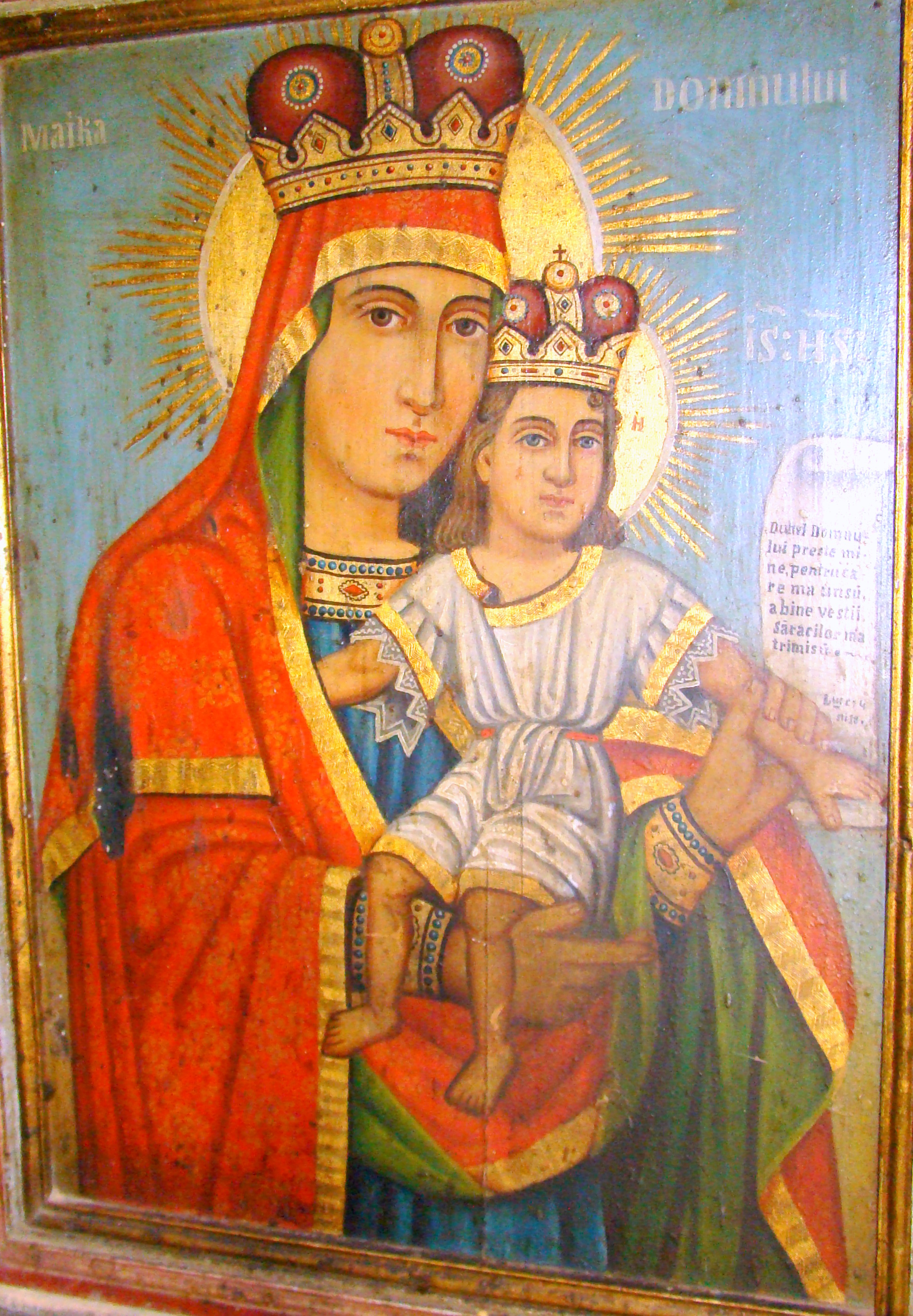
Icoană „Maica Domnului cu pruncul”
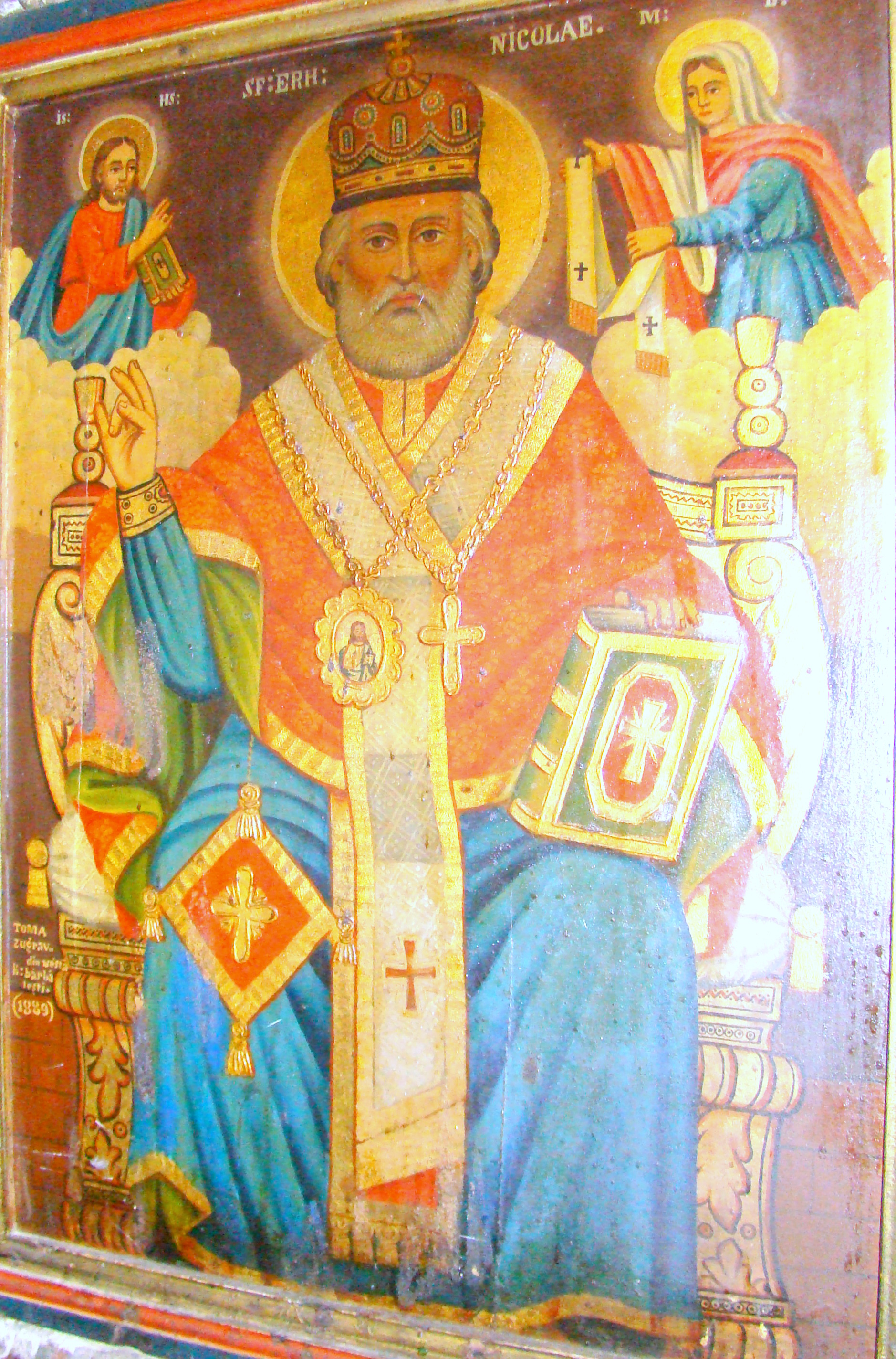
Icoană „Sfântul Nicolae”
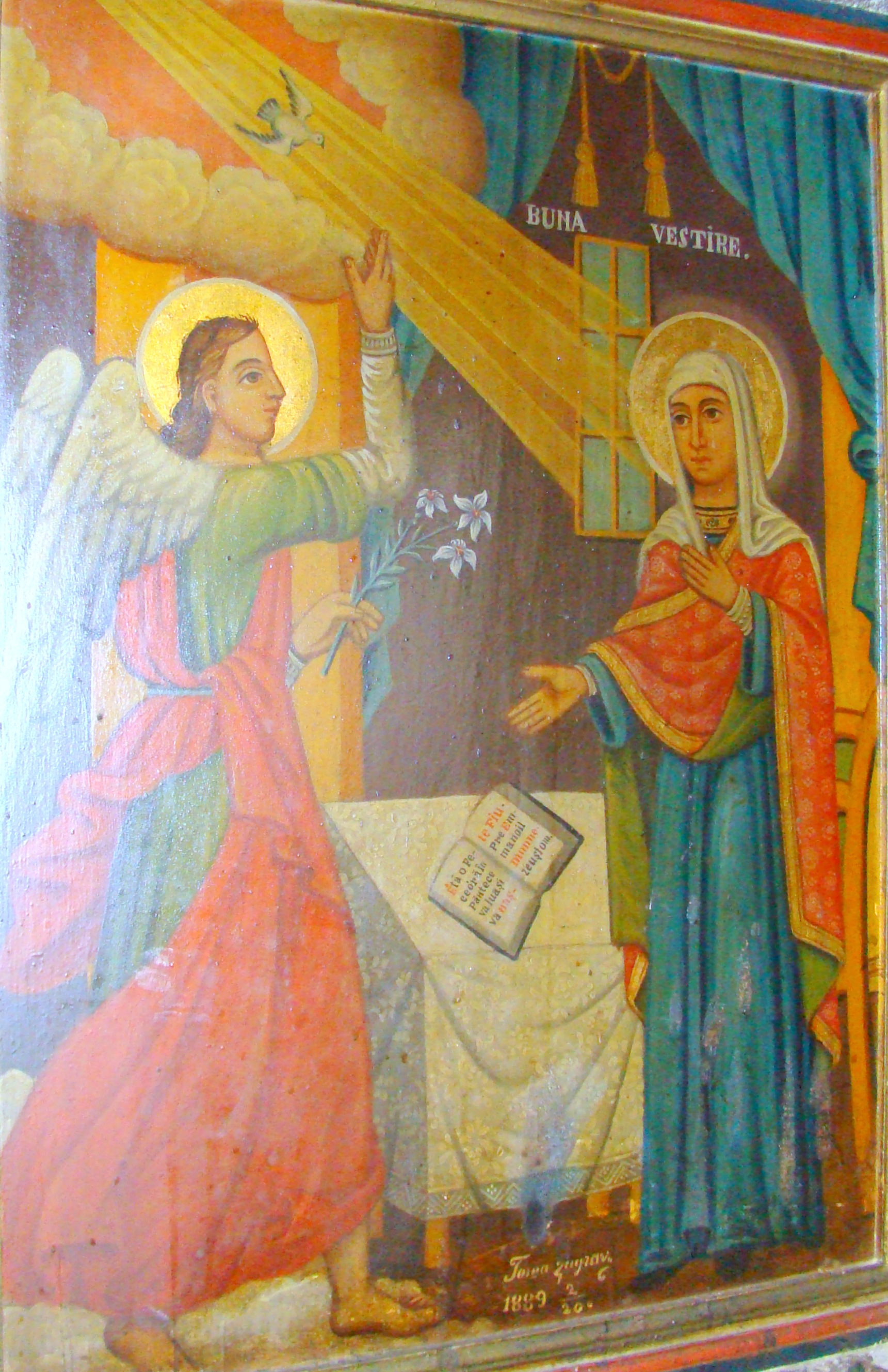
Icoană „Buna Vestire”
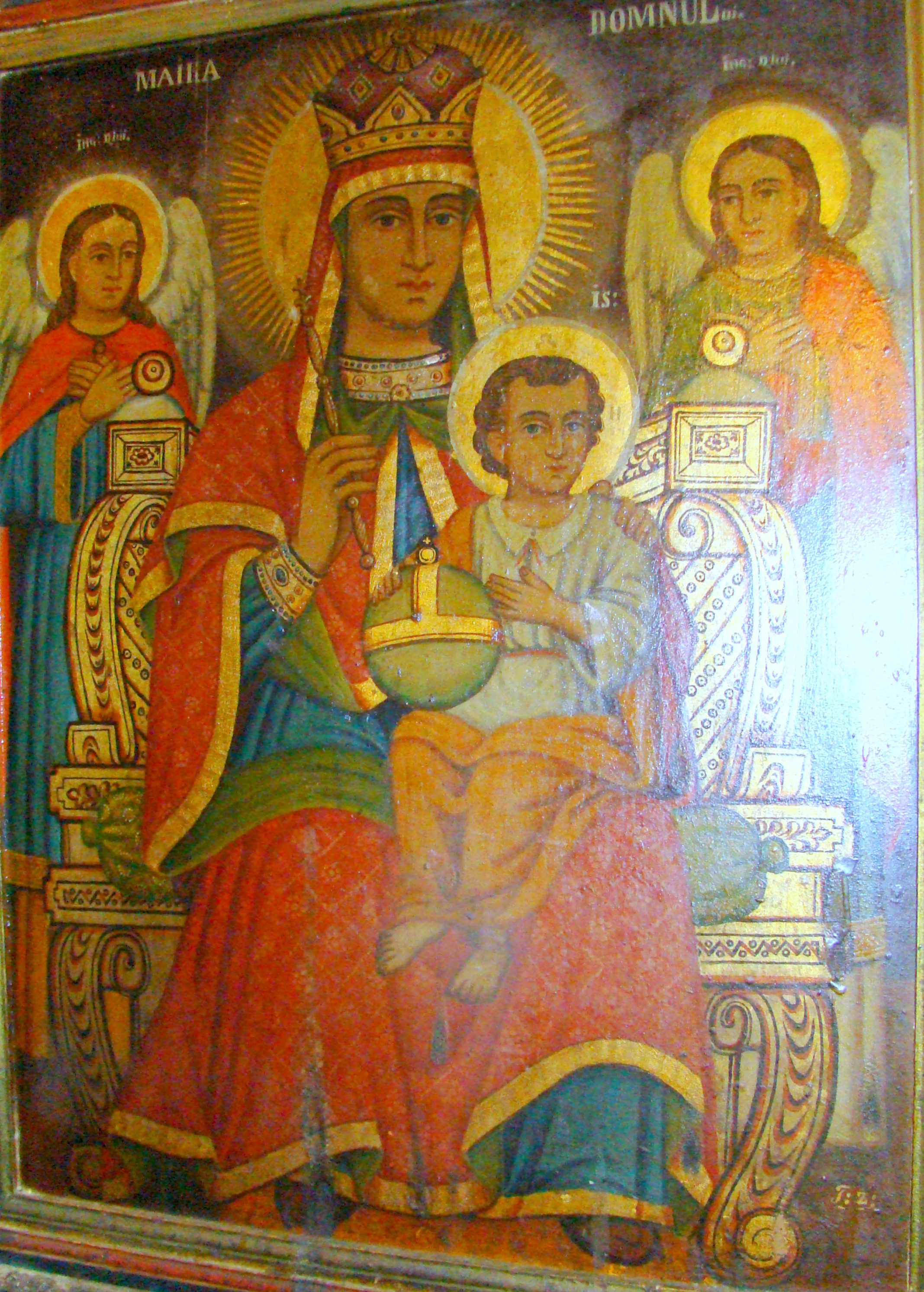
Icoană „Maica Domnului cu pruncul”
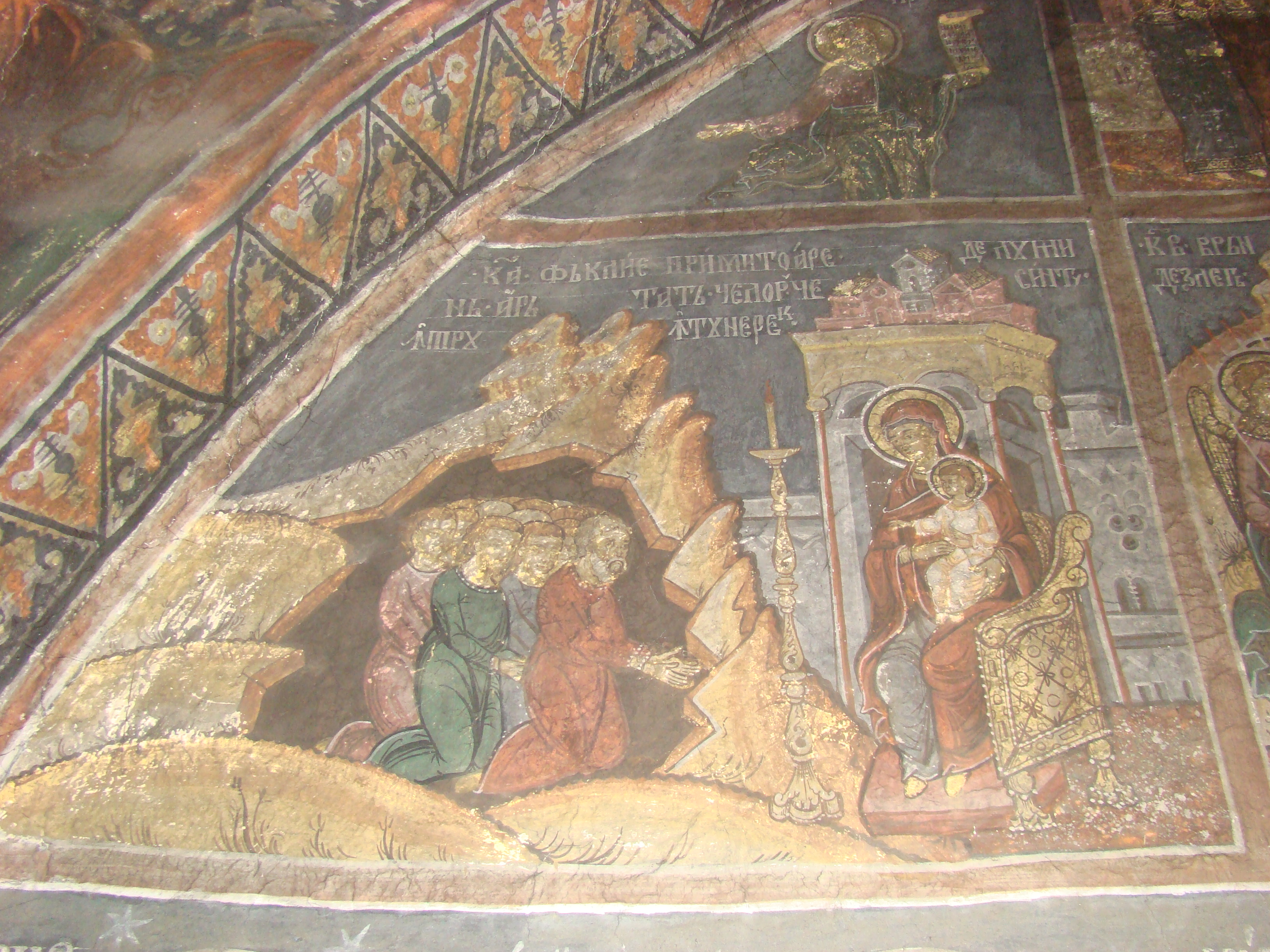
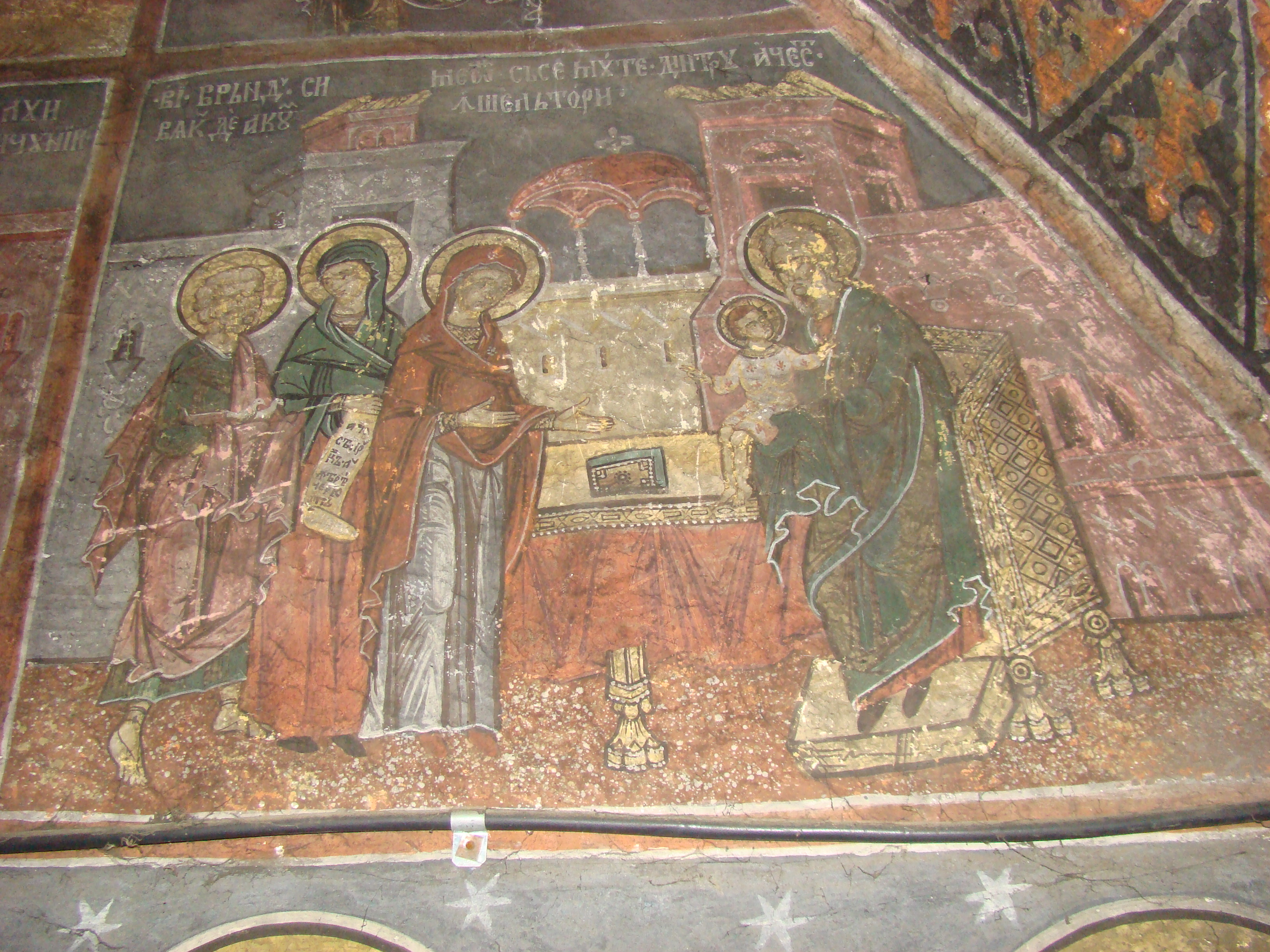
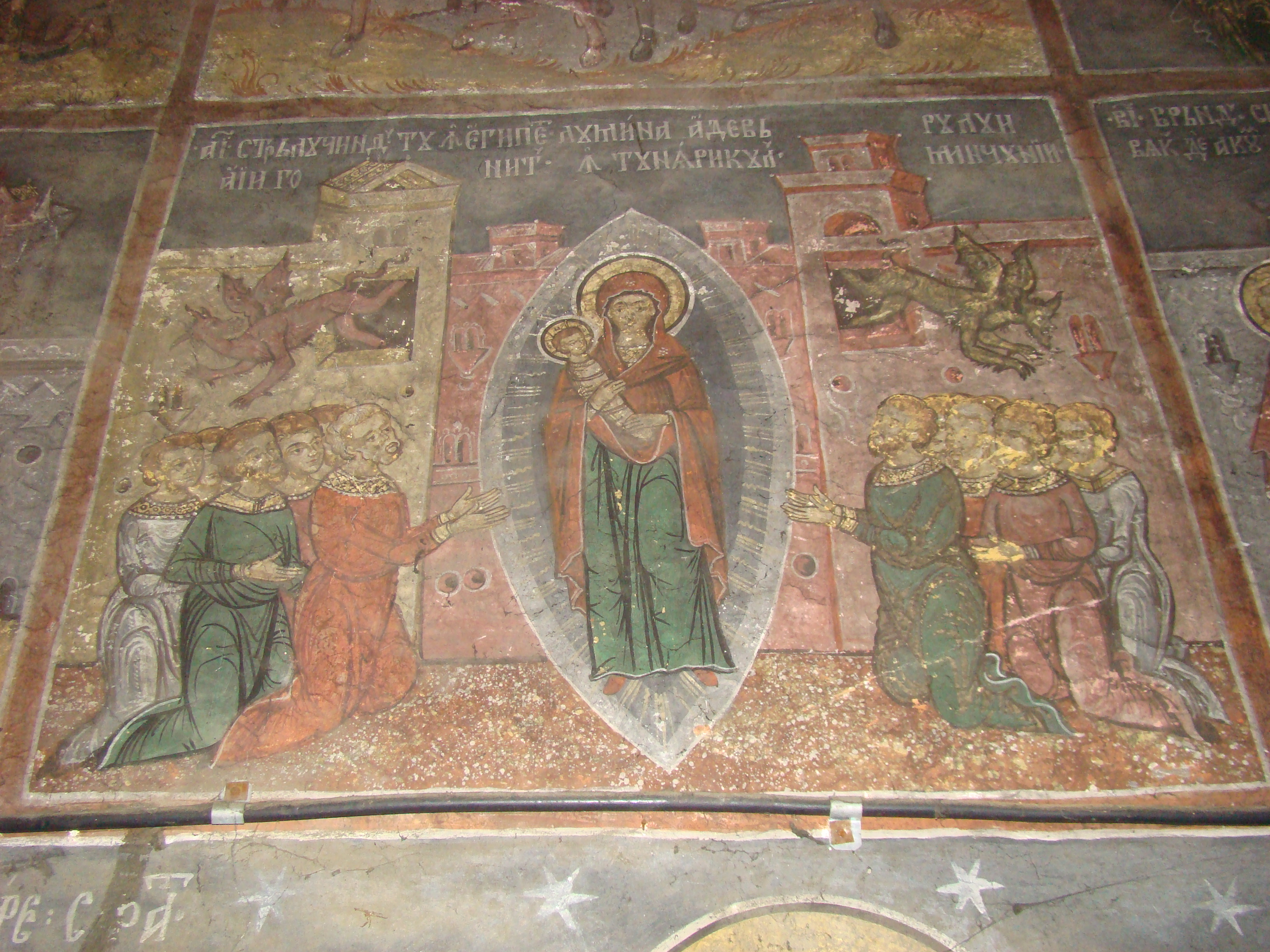
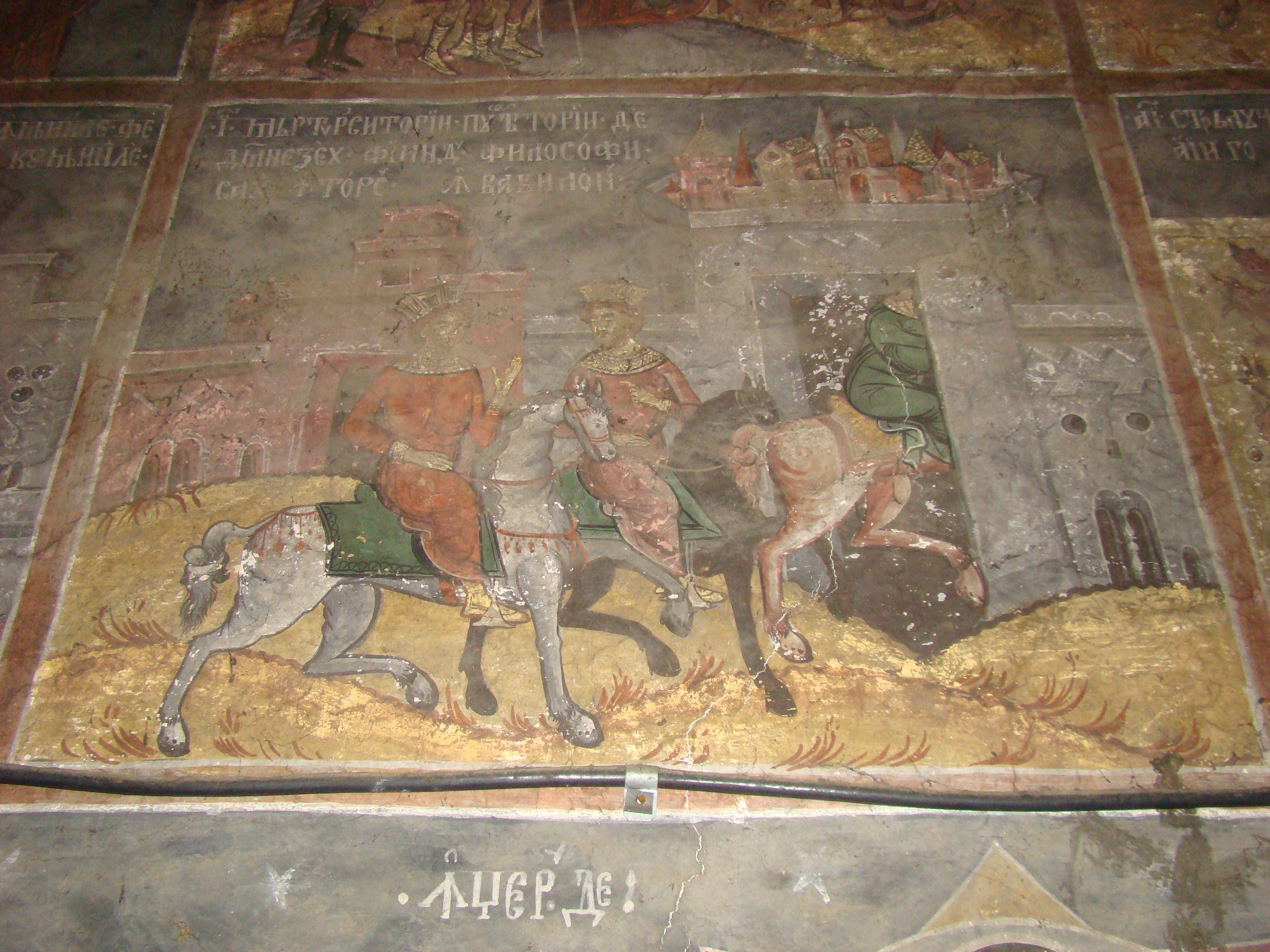
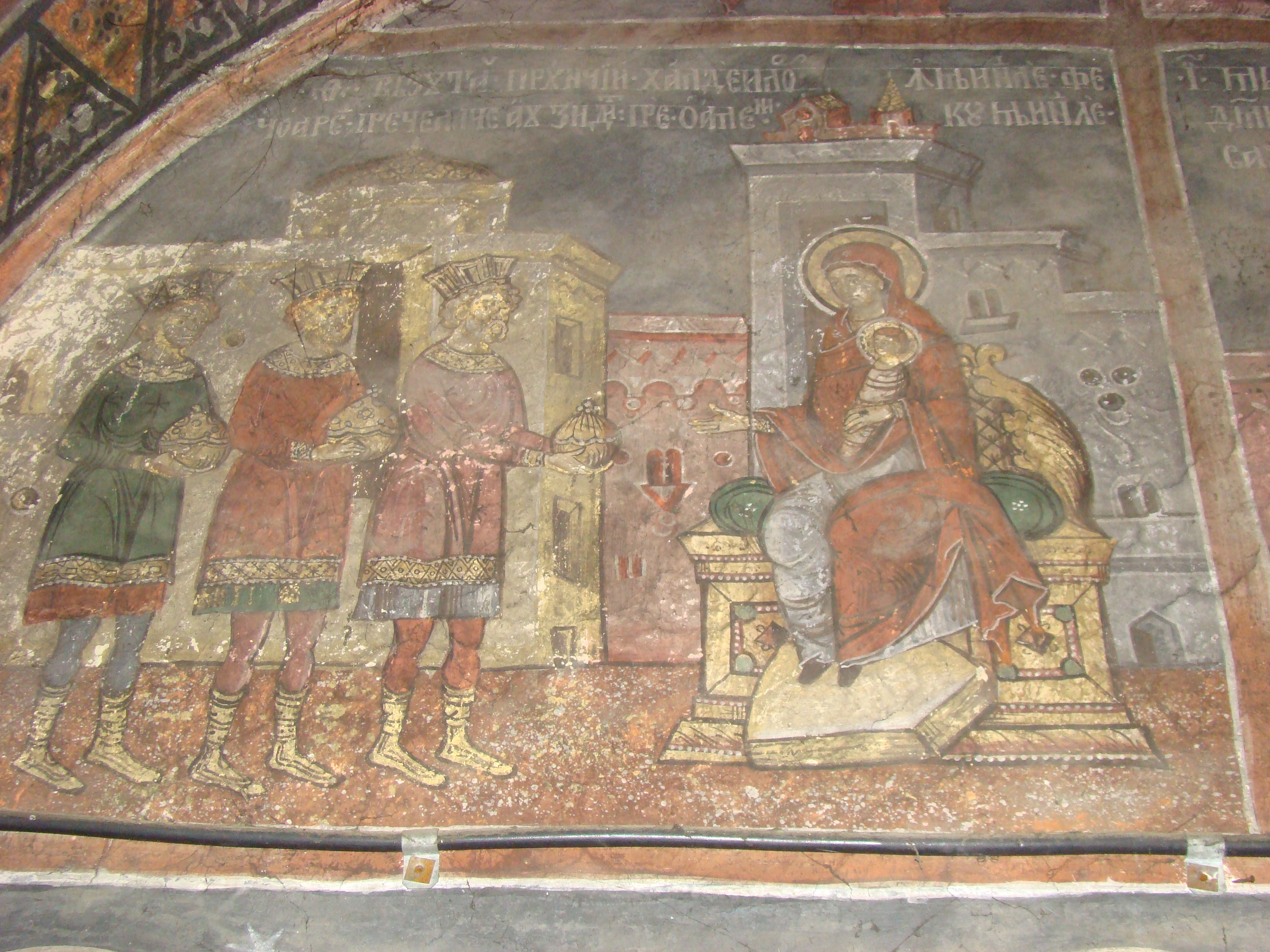
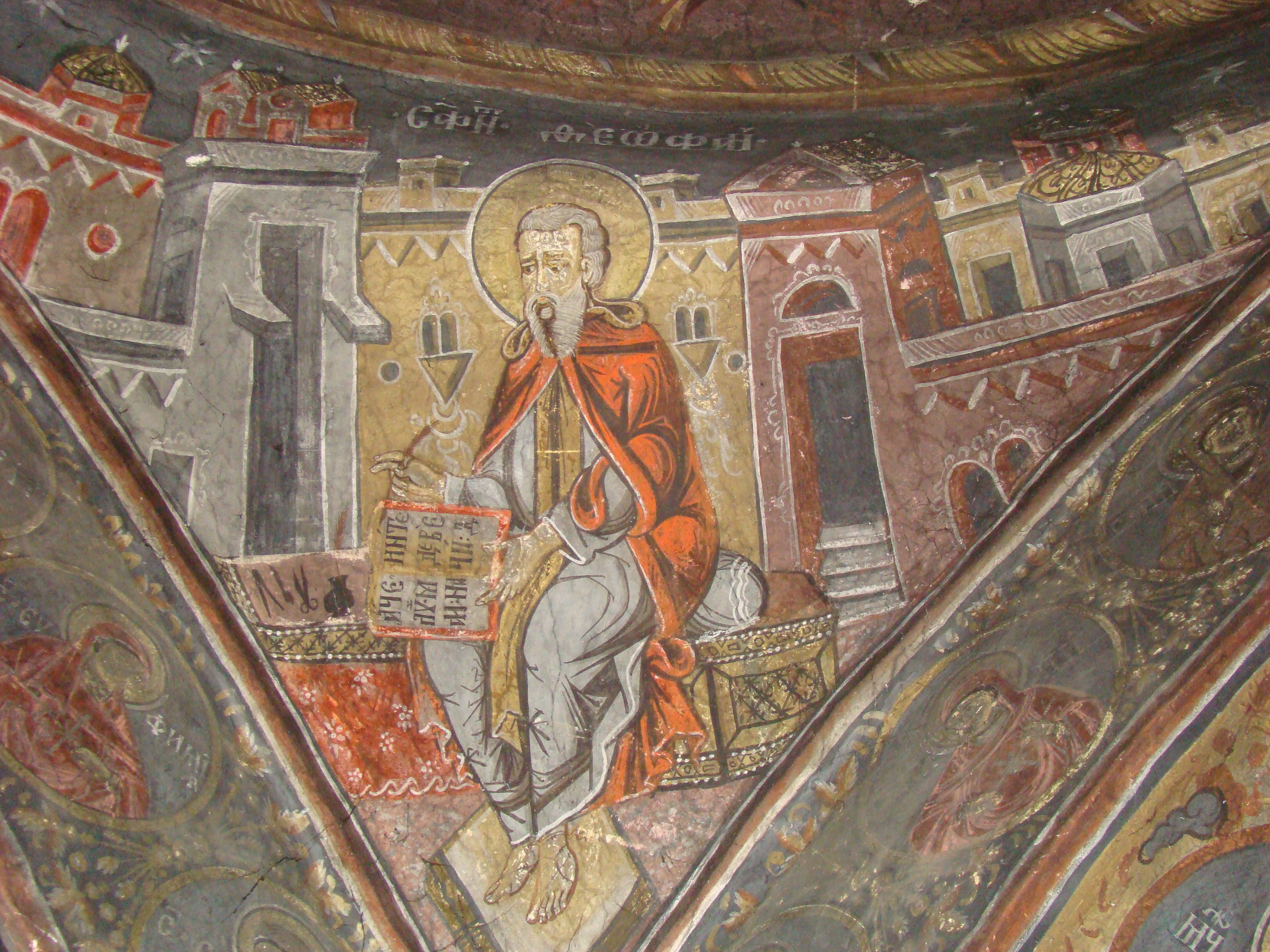
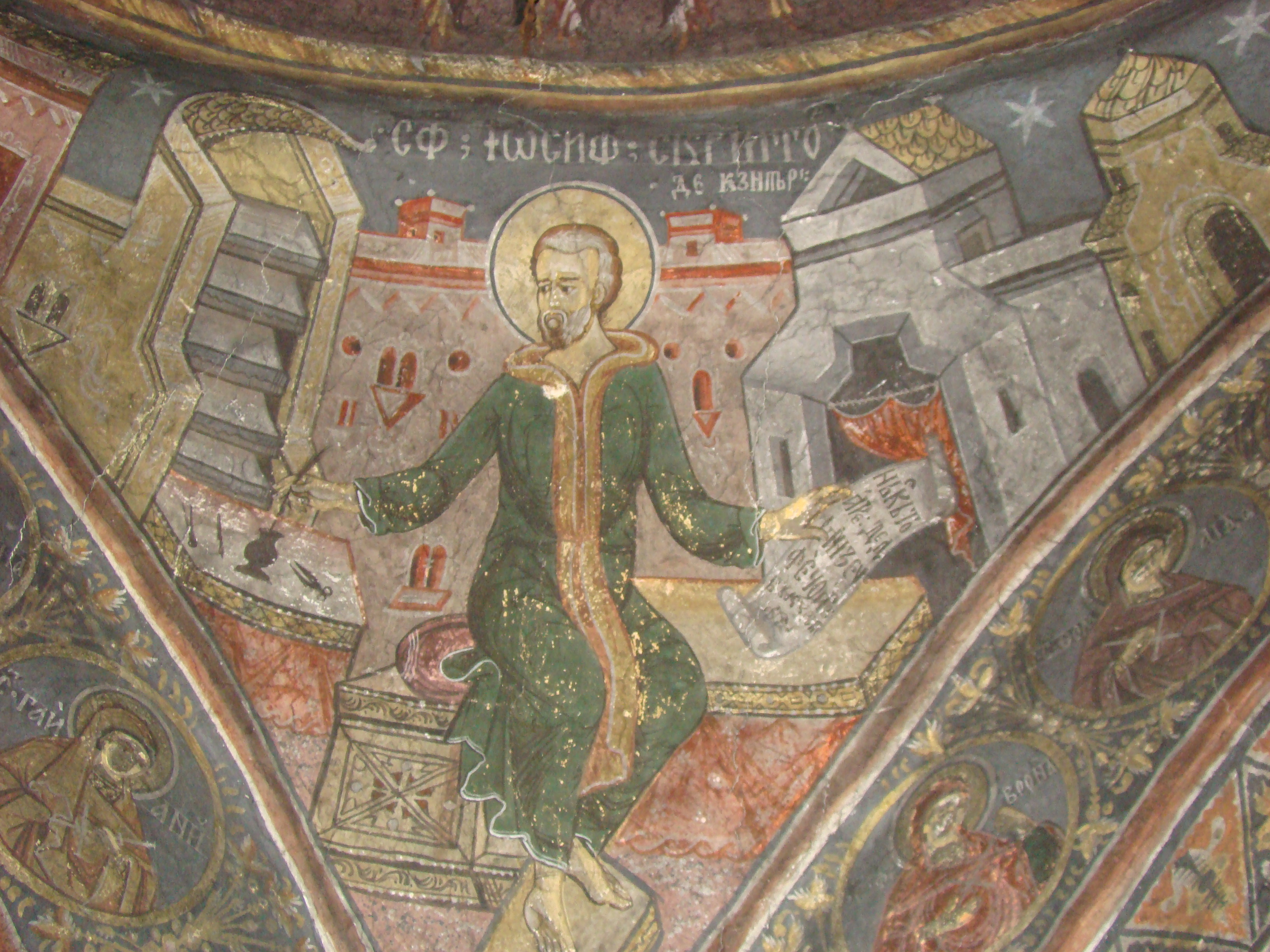
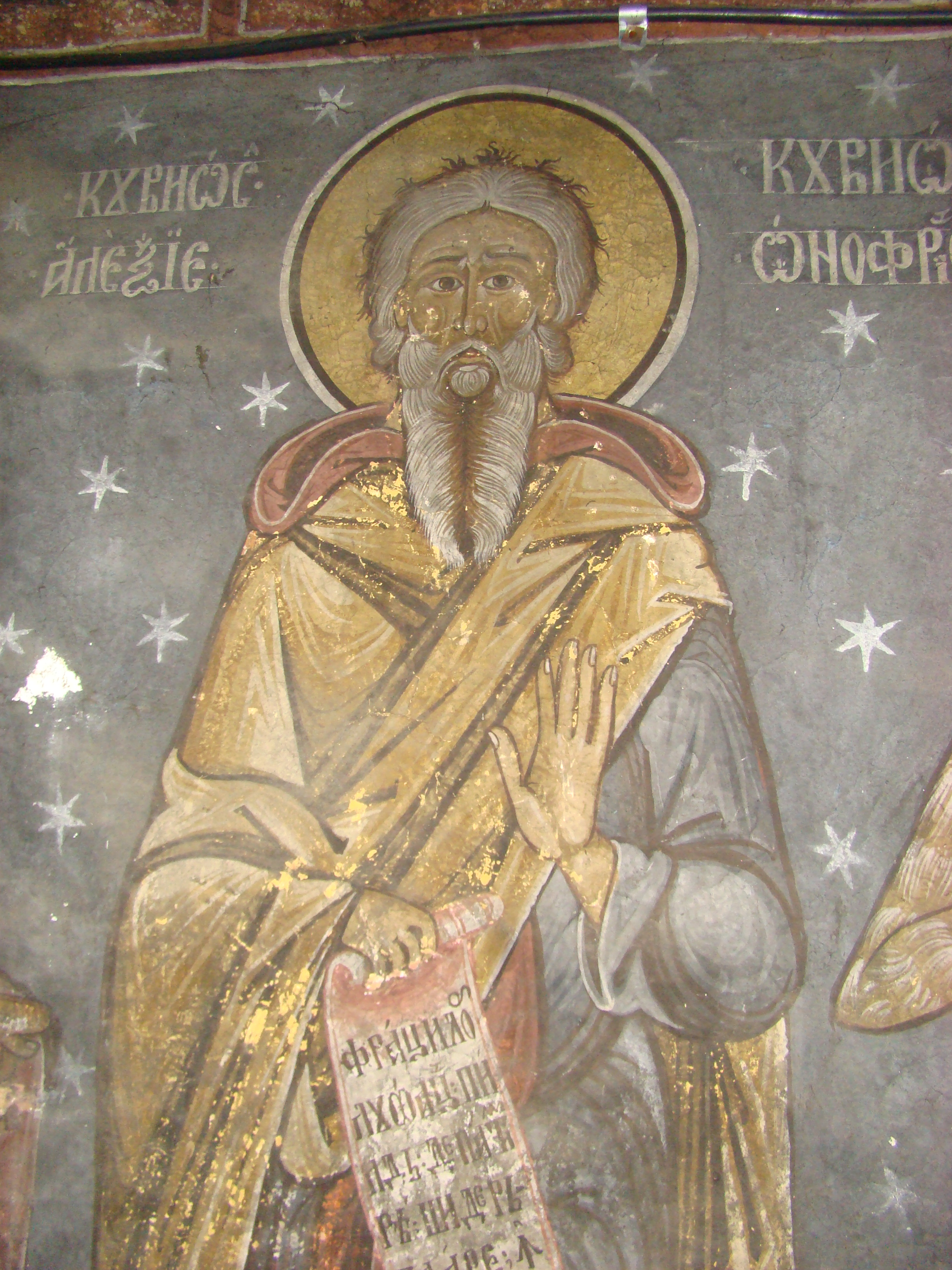
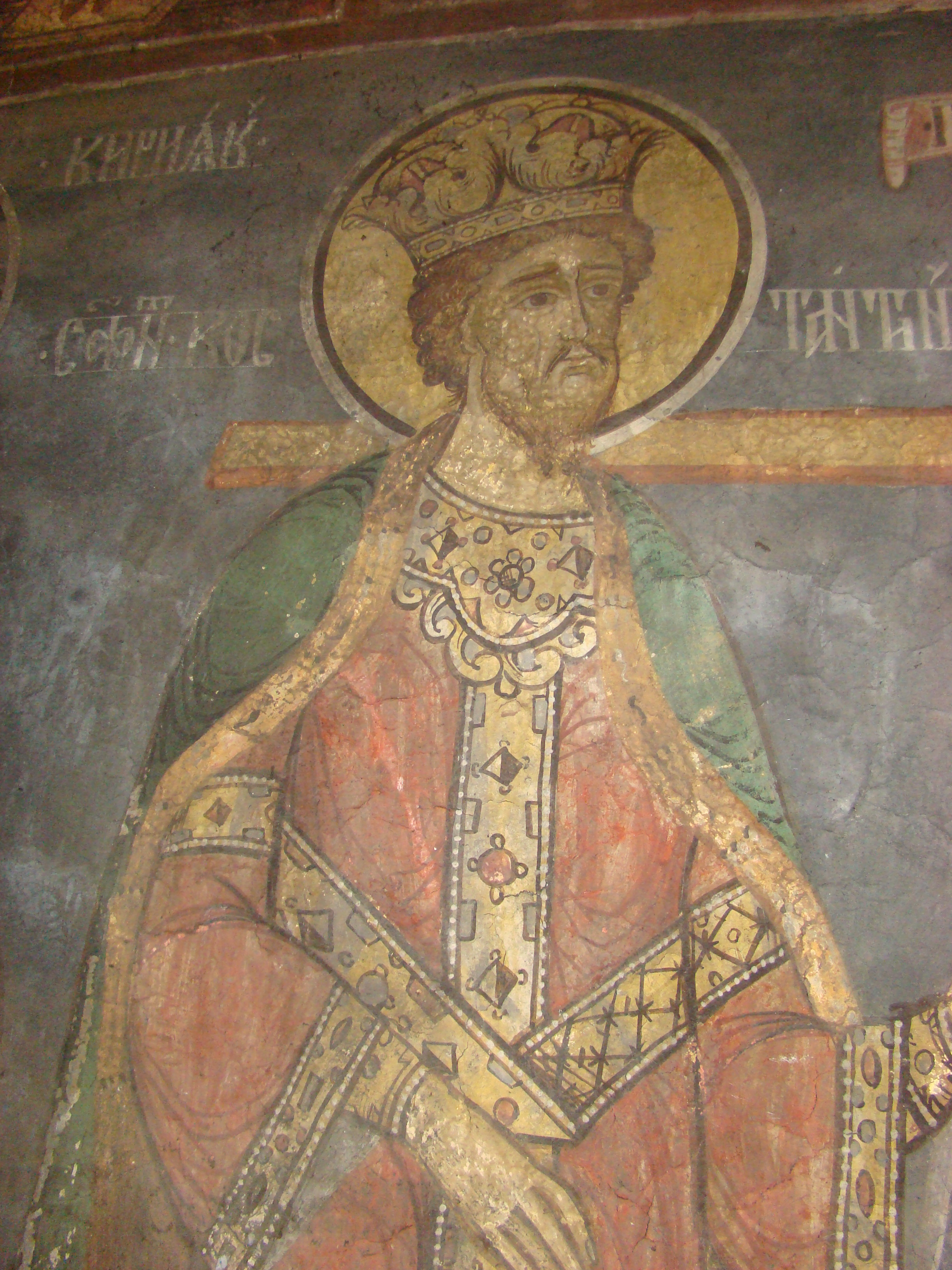
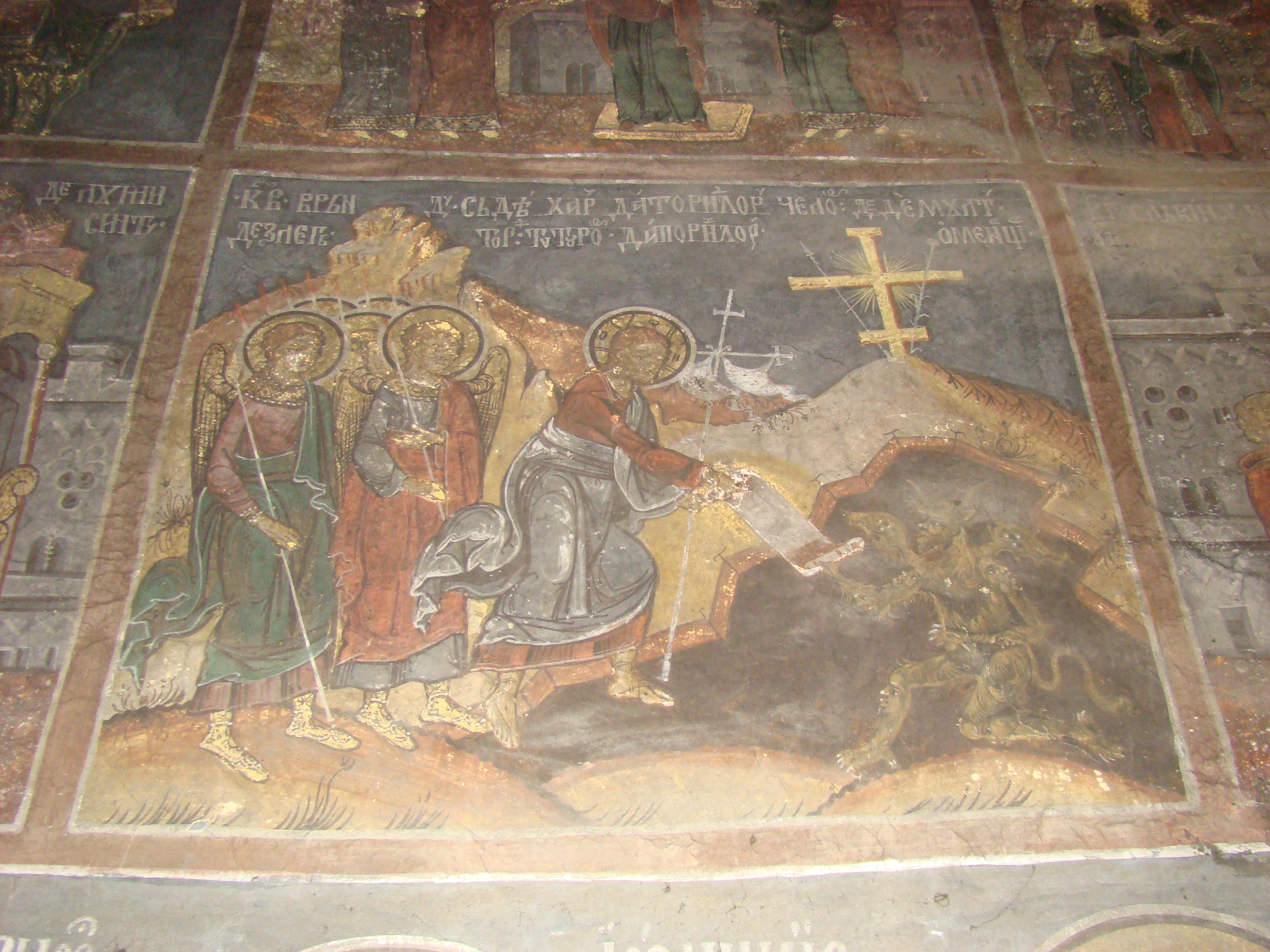